# パキスタン

パキスタン・イスラム共和国
اسلامی جمہوریہ پاكستان（ウルドゥー語）
Islamic Republic of Pakistan（英語）

国の標語：ايمان اتحاد تنظيم
ラテン文字転写: īmān, ittihād, tanazeem
 （ウルドゥー語: 信頼、統一、規律）
国歌：
قومی ترانہ（ウルドゥー語）
神聖なる大地に祝福あれ

薄緑色箇所はカシミールと呼ばれておりインド、パキスタン、中国の三カ国で分割統治されているため現在インドとの間で領土問題を抱えている

パキスタン・イスラム共和国（パキスタン・イスラムきょうわこく、ウルドゥー語: اِسْلامی جَمْہُورِیَہ پَاکِسْتَان）、通称パキスタンは、南アジアに位置する連邦共和制国家である。東にインド、西にアフガニスタン、南西にイラン、北東に中華人民共和国と国境を接している。北はアフガニスタンのワハーン回廊でタジキスタンと狭く隔てられており、オマーンとも海上で国境を接している。首都はイスラマバード。

## 概要
パキスタンは連邦共和国であり、各州には一定の自治権が認められている。うち4州の境界は、凡そ主要民族グループの境界線と一致している。国の公用語はウルドゥー語であるが、国民の大部分はパンジャーブ語、パシュトー語、シンディー語、バローチ語など、国家内地域の主要民族グループが使用する言語の何れかを用いている。
パキスタンの人々の多くはインド・ヨーロッパ語族の言語を話し、主にインド・アーリア語（80%）とイラン語（20%）を常用言語としている。パキスタンにおける2023年の人口は約2億4200万人で、インド、中国、アメリカ、インドネシア に次いで世界第5位の人口を誇る国家であり、インドネシアに次ぐイスラム教徒人口の高さを擁している。また、これに伴い、世界で2番目にイスラム教徒の多い国となっている。国土面積は88万1913km2で、世界で33番目の規模を維持する国家である。
同国には、8500年前の新石器時代の遺跡であるバローチスタンのメヘルガル遺跡や、旧世界の文明の中でも最も大規模な青銅器時代のインダス文明など、いくつかの古代文化の遺跡がある。現代のパキスタンを構成する地域は、アケメネス朝、アレキサンダー大王の時代、セレウコス朝、マウリヤ朝、クシャン朝、グプタ朝、南部のウマイヤ朝、ヒンドゥー・シャーヒー、ガズナ朝、デリー・スルターン朝、ムガール帝国、ドゥッラーニー帝国、シク帝国、英国東インド会社の支配、そして最近では1858年から1947年までの英領インド帝国など、複数の帝国や王朝の領域であった。
パキスタンは、英領インドのイスラム教徒の祖国を求めるパキスタン運動と、1946年の全インド・ムスリム連盟の選挙での勝利により、1947年に英領インド帝国の分割を経て独立した。この分割では、イスラム教徒の多い地域に独立した州が与えられ、比類のない大規模な移民と犠牲者が出た。当初はイギリス連邦の自治領であったパキスタンは、1956年に正式に憲法を制定し、イスラム共和国として宣言した。1971年には、政治中枢を寡占する旧西パキスタンとの対立を深めた東パキスタンが、9か月間の内戦を経て新国家バングラデシュとして独立した。その後40年間、パキスタンは文民と武官、民主主義と権威主義、比較的世俗的な政府とイスラム主義の政府によって統治されてきたが、その内容は複雑である。2008年に文民政権が誕生し、2010年には定期的に選挙が行われる議会制を採用した。
現今においてパキスタンはミドルパワー（中堅国家）であり、2022年時点で世界第9位の常備軍を有している。核兵器保有国として宣言されており、急速に成長している大規模な中産階級を擁し、新興経済国の中でも成長率の高い国として位置づけられている。独立後のパキスタンの政治的歴史は、経済的・軍事的に大きく成長した時期と、政治的・経済的に不安定な時期の両方を特徴としている。パキスタンは、民族的にも言語的にも多様な国であり、地理的にも野生動物も同様に多様である。しかし、貧困、非識字、汚職、テロなどの問題を抱えている。パキスタンは、国連、上海協力機構、イスラム協力機構、英国連邦、南アジア地域協力連合、イスラム軍事テロ対策連合に加盟しており、米国からは非NATOの主要同盟国に指定されている。

## 国名
正式名称は、اسلامی جمہوریہ پاكستان（ウルドゥー語；ラテン文字転写（一例）は、Islāmī Jumhūrī-ye Pākistān。イスラーミー・ジュムフーリーイェ・パーキスターン）。
公式の英語表記はIslamic Republic of Pakistan。通称はPakistan。
日本語の表記はパキスタン・イスラム共和国。通称はパキスタン。漢字による当て字は巴基斯坦。かつてはパキスタン回教共和国という表記も見られた。

### 語源
国名「パキスタン」は、ウルドゥー語とペルシア語で「清浄な国」を意味する。پاک（パーク）が「清浄な」の意味である。接尾語ـستان （スターン）は、ペルシャ語で「〜の場所」を意味し、サンスクリットのस्थान（スターナ）と同語源である。
パキスタンという国名は、イギリス領インドのうちムスリム（イスラム教徒）が多く住む5つの北部地域の総称として、民族主義者のチョウドリー・ラフマト・アリーによる1933年の小冊子『パキスタン宣言』の中で初めて使われたものである。アリーは、パンジャーブのP、カイバル・パクトゥンクワ州（旧・北西辺境州）に住むアフガーン人のA、カシミールのK、シンドのS、バローチスターンのTANから"Pakstan"（パクスタン）としていたが、後に、発音しやすくするために"i"が加えられて"Pakistan"（パキスタン）となった。

### 国名の変遷
- 1947年 - 1956年：パキスタン
- 1956年 - 1958年：パキスタン・イスラム共和国
- 1962年 - 1973年：パキスタン共和国
- 1973年 - 現在：パキスタン・イスラム共和国

## 歴史

インド・パキスタン分離独立

19世紀には英領インドとしてインドと同一の政府の下に置かれており、独立運動も本来は同一のものであった。しかし、独立運動の中でイスラム教徒とヒンドゥー教徒との対立が深まり、イスラム教徒地域を「パキスタン」として独立させる構想が浮上した。これを避けるための努力は独立寸前までなされたものの、最終的にはヒンドゥー教徒地域がインド、イスラム教徒地域がパキスタンとして分離独立をすることとなった。しかしこのとき、インド東部がイスラム多数派地域の東ベンガル州としてパキスタンに組み込まれ、1955年に東パキスタンとなったものの、遠く離れた両地域を宗教のみで統一しておくことは困難であり、やがて東パキスタンはバングラデシュとして分離独立の道を歩むこととなった。

### 独立と印パ戦争
1947年8月14日にイギリス領インド帝国から独立し、イギリス国王を元首に頂く自治領（英連邦王国パキスタン (ドミニオン)）となり、建国の父ムハンマド・アリー・ジンナーが初代総督に就任する。同年10月21日から翌1948年12月31日にかけてカシミールの帰属をめぐって第一次印パ戦争が起き、1956年には共和制に移行し、イスカンダル・ミールザーが初代大統領に就任した。
1958年のクーデターでミールザー大統領が失脚し（en:1958 Pakistani coup d'état）、パキスタン軍の総司令官だったアイユーブ・ハーンの軍事独裁政権が誕生し、以後パキスタンは軍政と民政を交互に繰り返すことになる。1965年には第二次印パ戦争が起き、1970年11月に東パキスタンがボーラ・サイクロンによる被害を受け、被災地への政府対応に対する批判が高まり、第三次印パ戦争（1971年12月3日 - 12月16日）に発展して、東パキスタンがバングラデシュとして分離独立した。尚、この過程においてヘンリー・キッシンジャーは対中国交正常化に向け仲介役を果たしていたパキスタンが行っていた、東パキスタンにおける大規模なレイプや虐殺を外交面から援護したことにより、東パキスタンは後に独立を勝ち取ってバングラデシュとなったとされる。
1972年、イギリス連邦を脱退し、パキスタン人民党の初代党首だったズルフィカール・アリー・ブットーは大統領や首相を歴任した。1977年7月5日にムハンマド・ズィヤー・ウル・ハクのクーデターによりブットーは職を追われ、後に処刑されている。

### アフガニスタン紛争と核開発
1978年4月28日、アフガニスタン共和国で四月革命が起こって社会主義体制に移行し、アフガニスタン民主共和国が誕生したことをきっかけとして、ムジャーヒディーン（イスラム義勇兵）が蜂起し、アフガニスタン紛争が始まった。1979年2月にイラン革命が勃発し、11月にイランアメリカ大使館人質事件が起こると、ソ連のブレジネフはアフガニスタンやソ連国内へイスラム原理主義が飛び火することを恐れ、12月24日にアフガニスタンへ軍事侵攻を開始した。アメリカ中央情報局 (CIA)はパキスタン経由でムジャーヒディーンを支援した為、アフガニスタンへのパキスタンの影響力が大きくなるきっかけを与えた。アメリカがスティンガーミサイルを非公式にムジャーヒディーンへ供与したことは、ソ連の対ゲリラ戦を効果的に苦しめ、後にソ連を撤退に追い込んだ。その一方で、戦後には武器が大量に残され、ムジャーヒディーンからタリバーン政権が誕生し、さらにはアルカーイダが誕生した。
1988年8月17日、ムハンマド・ズィヤー・ウル・ハク大統領が飛行機墜落事故で急死した。同年10月31日には国際連合アフガニスタン・パキスタン仲介ミッションが活動を開始し、12月2日にはズルフィカール・アリー・ブットーの娘であるベーナズィール・ブットーが、イスラム諸国初の女性首相に選出された。1989年にイギリス連邦に再加盟を果たしたが、1990年8月6日にクーデターでブットー首相が解任された。1993年、ベーナズィール・ブットーが首相に復帰したが、1996年11月5日に汚職や不正蓄財を理由に職を追われた。
1998年5月11日と13日、インドのヴァージペーイー政権が核実験「シャクティ作戦」を実施した。これに対抗して5月28日と5月30日にナワーズ・シャリーフ首相兼国防大臣がパキスタンによる初の核実験を実施・成功させた。これに対し、日米がインド・パキスタン両国へ経済制裁を課した。1999年5月、インドとのカシミール領有権をめぐる国境紛争がカルギル紛争に発展し、核兵器の実戦使用が懸念された。

### ムシャラフ大統領時代

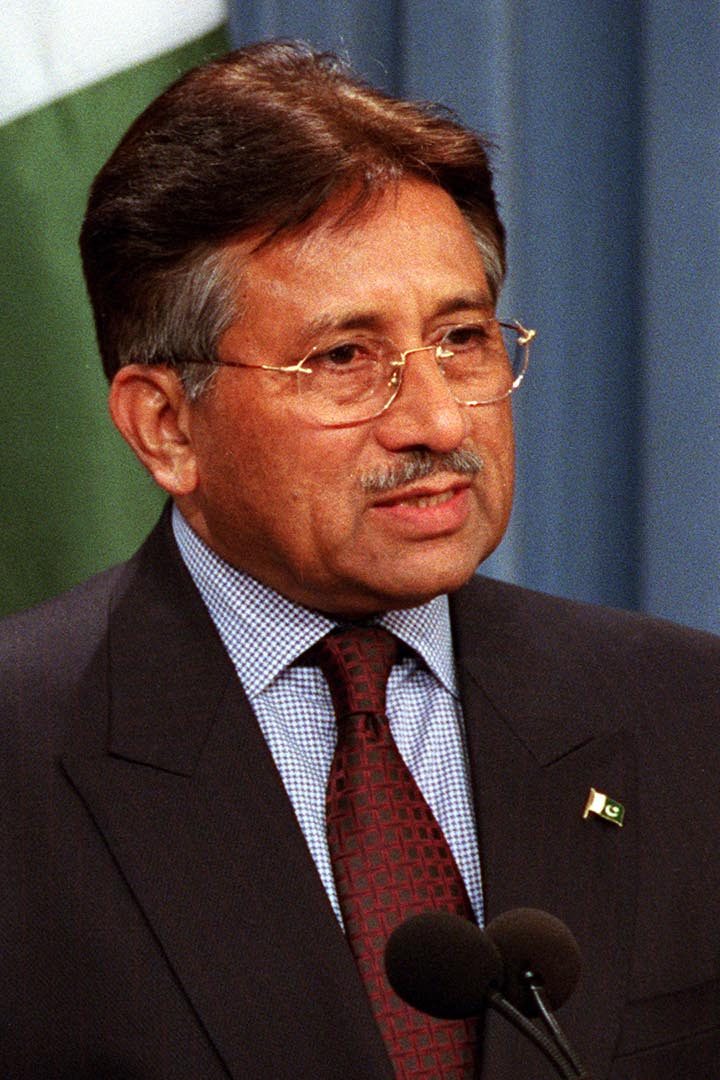
パルヴェーズ・ムシャラフ

1999年10月12日の無血クーデターでナワーズ・シャリーフ首相から実権を奪取したパルヴェーズ・ムシャラフは、2001年の民政移管でそのまま大統領に横滑りした。この際イギリス連邦の資格が停止されたが、2004年には復帰した。3月以来、連邦直轄部族地域に浸透したターリバーン勢力との間で紛争が始まり、現在も続いている（ワジリスタン紛争）。2005年10月8日、パキスタン地震で大きな被害が発生したが、中央政府の弱さから救援体制がたてられず二次被害の拡大につながったとされる。
2007年7月、イスラム神学生によるパキスタン・モスク立てこもり事件が発生した。同年10月にはパキスタン大統領選挙が行われたが、11月には軍参謀長でもあるムシャラフ大統領が、自身の地位を巡ってパキスタン最高裁判所のイフティカル・ムハンマド・チョードリーと対立、軍を動員して全土に非常事態宣言と戒厳令を発令するという事実上のクーデターをおこなった（en:Pakistani state of emergency, 2007）。ムシャラフは、11月28日に陸軍参謀総長を辞職して、29日に文民として大統領に就任し、11月に発令した非常事態宣言を12月16日に解除するとテレビを通じて発表した。一方、米国の支援を受けて11月に元首相ベーナズィール・ブットーが帰国したが、12月27日に演説終了後会場にて暗殺された（ベーナズィール・ブットー暗殺事件）。2007年、またもイギリス連邦の参加資格を停止されている。
2008年1月8日に、現憲法下で「自由で透明性のある方法」で総選挙を実施すると公約した。2月18日、パキスタン下院・4州議会議員選挙が行われた（2008年のパキスタン下院総選挙）。登録有権者は8091万人。下院定数342のうち、女性60、非イスラム教徒10が留保される。342から留保の70を除いた272議席が直接投票で選挙区制の一般選挙区で選出され、70の留保議席が各党に割りあたえられる。与党パキスタン・ムスリム連盟カーイデ・アーザム派（PML-Q）と野党パキスタン人民党（PPP）、パキスタン・ムスリム連盟ナワーズ・シャリーフ派（PML-N）の3党が中心となって議席が争われた。因みに、上院は100議席で、州議会議員などによる間接選挙で選出される。総選挙の結果は、第1党はパキスタン人民党、第2党はムスリム連盟シャリーフ派、次は与党だったムスリム連盟である。他にムッタヒダ国民運動（MQM）、アワーミー国民党（ANP）などがある。3月24日、パキスタン国民議会は、議員投票でユースフ・ラザー・ギーラーニー（就任時55歳）を首相に選出した。ギーラーニーは264票の圧倒的な支持を得た。人民党と連立するムスリム連盟シャリーフ派などの反ムシャラフ派は、下院議員のほぼ三分の二を占めた。5月、イギリス連邦復帰。8月18日、それらの影響を受けムシャラフ大統領はついに辞意を表明した。

### 民政化以降
2008年9月6日、パキスタン国民議会上下両院と4州議会の議員投票にてパキスタン大統領選挙が行われ、パキスタン人民党総裁のアースィフ・アリー・ザルダーリーが新大統領に選出された。2010年、パキスタン洪水が発生。
2011年1月2日、ムッタヒダ国民運動 (MQM) が連立から離脱を表明。ギーラーニー連立政権は下院（定数342）で過半数を割り込むことになった。MQM（下院25議席）は声明で「上下院とも野党席に座る決定をした」と表明。政府による石油製品の値上げなどを理由に挙げている。5月2日、アボッターバードでウサーマ・ビン・ラーディンの殺害が確認された。11月26日、国際治安支援部隊（ISAF、アフガニスタン駐留）の北大西洋条約機構 (NATO) 軍が北西部の検問所2カ所を越境攻撃し、兵士28人が死亡した。この事態に対してギーラーニー首相は内閣国防委員会を招集し、同委員会はNATO・ISAFの補給経路を遮断したほか、南西部バルチスタン州の米軍無人機攻撃の拠点シャムシ空軍基地から15日以内に立ち退くよう米国に求めた。
2012年2月13日、ザルダーリー大統領の汚職事件を巡って、パキスタン最高裁判所がギーラーニー首相を法廷侮辱罪で起訴し、6月19日にギーラーニー首相が退任し、後任の首相にラージャ・パルヴェーズ・アシュラフが就任した。
2013年5月13日のパキスタン下院総選挙でパキスタン・ムスリム連盟シャリーフ派（PML-N）が勝利し、6月5日にナワーズ・シャリーフが首相に、大統領にはマムヌーン・フセインが就任した。ナワーズ・シャリーフ首相は2016年4月3日に発表されたパナマ文書に名前が登場したことで、2018年4月13日に最高裁判所から公職永久追放の決定を下され、同年7月6日に汚職罪で禁錮10年の有罪判決を言い渡され収監された。
2018年9月4日のパキスタン総選挙で反腐敗を掲げたパキスタン正義運動（PTI）は小選挙区で延期された2議席を除いた270議席のうち改選前31議席から116議席に躍進し、同党のイムラン・カーン（PTI議長）が首相に、歯科医のアリフ・アルヴィが大統領に就任した。2022年4月10日、パキスタン下院は経済不振を理由としてカーン首相に対する不信任決議案を賛成多数で可決した。不信任決議での首相失職は同国では初めてである。首相にはナワーズ・シャリーフの弟のシャバーズ・シャリフ（PML-N党首）が議会によって選出された。

## 政治

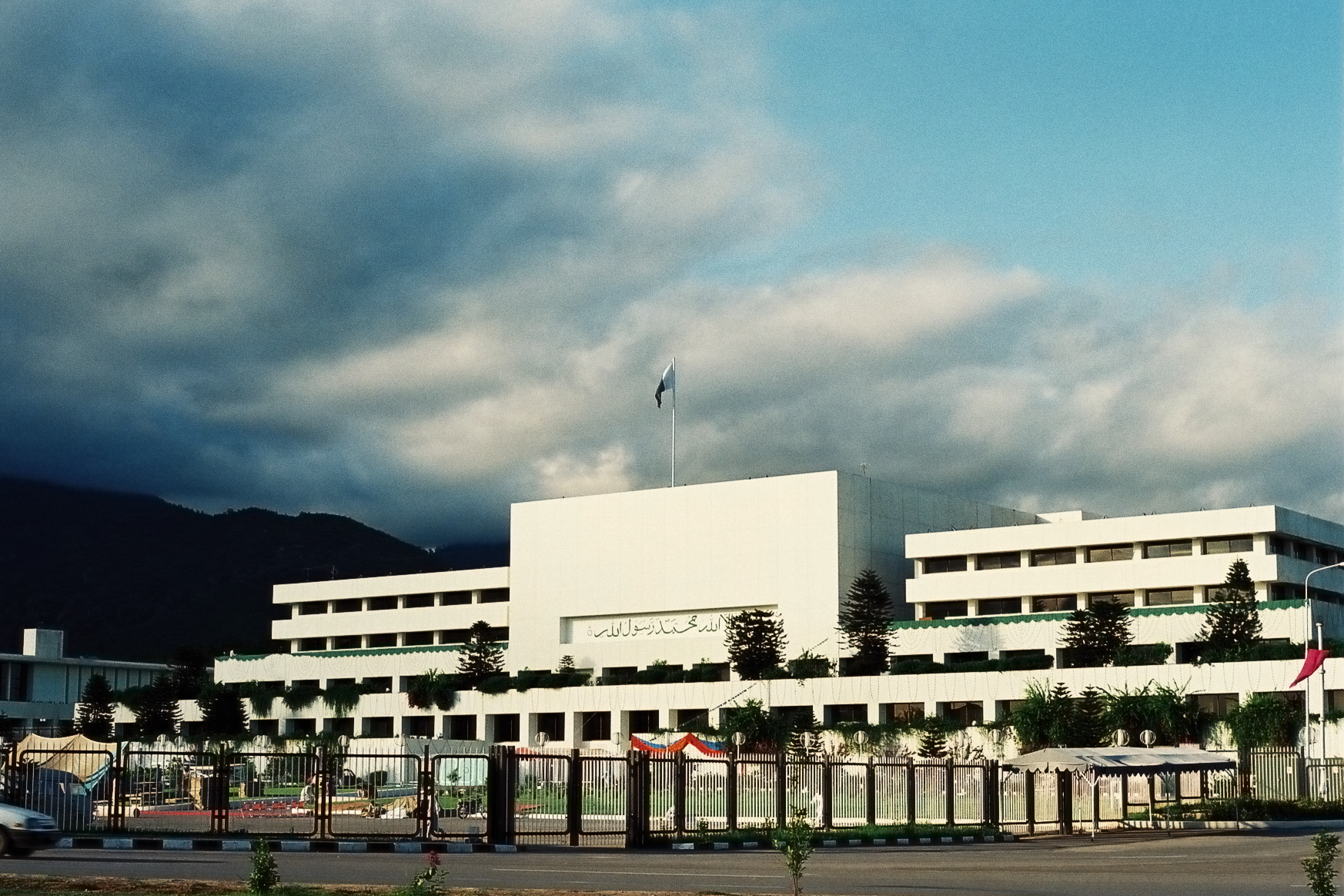
国会議事堂

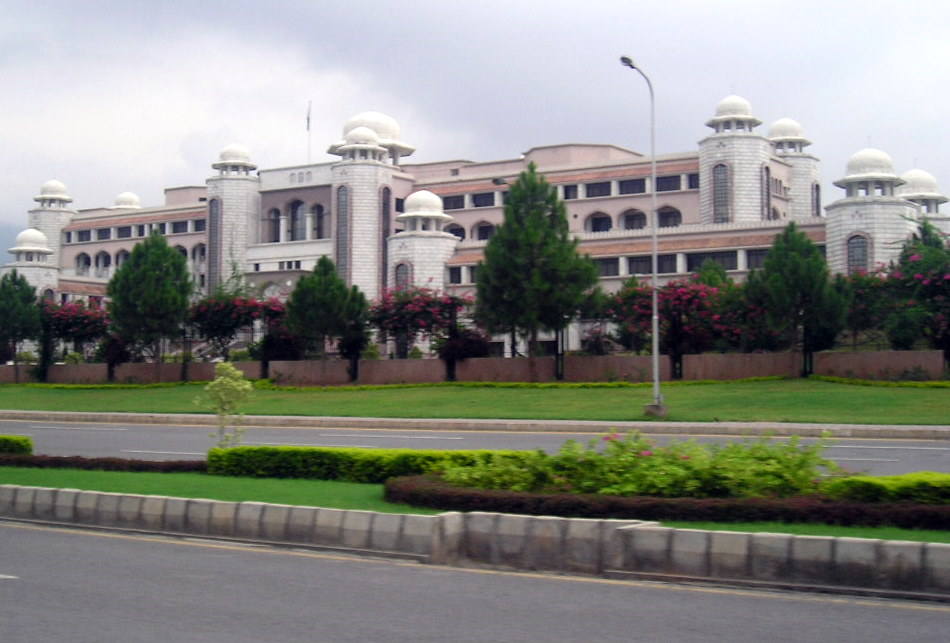
首相官邸

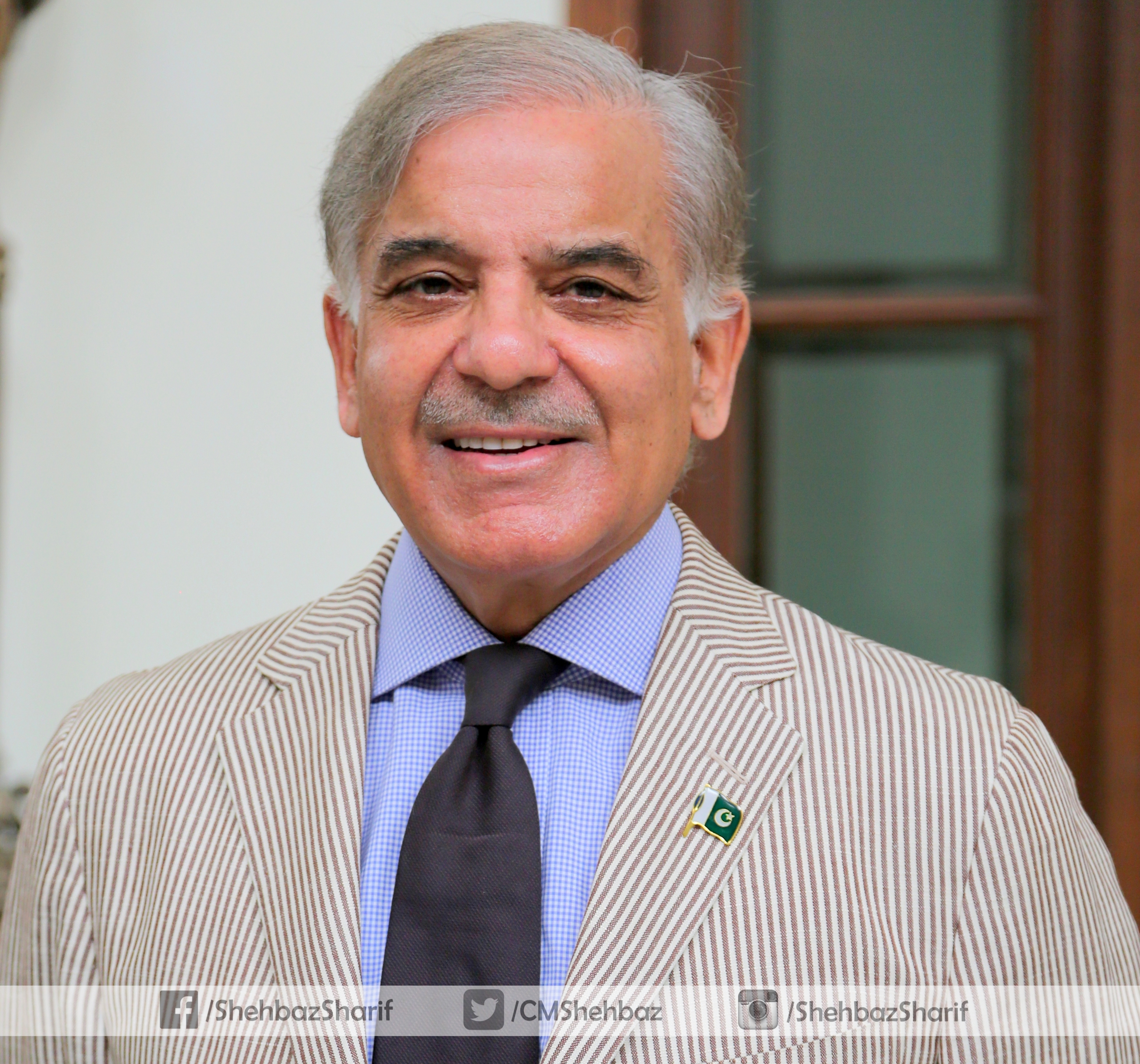
シャバーズ・シャリフ首相

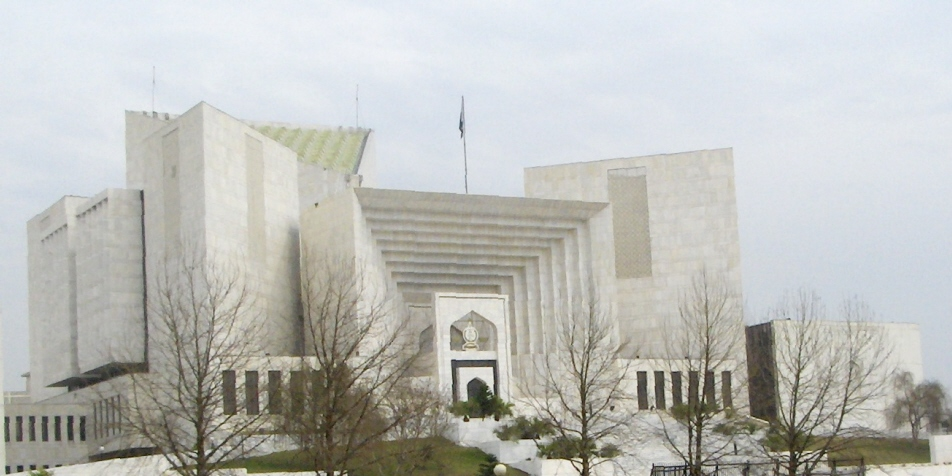
パキスタン最高裁判所

### 国内政治
4つの州と、連邦首都イスラマバードから成る連邦共和国である。議院内閣制を採用しているが、インドとの対立関係のため伝統的に軍部の力が強く、対照的に政党の力は弱い。
独立以来クーデターが繰り返され、政局は常に不安定である。地方においては部族制社会の伝統が根強く、特に旧連邦直轄部族地域にその傾向が著しい。また、南西部のバローチスターン州ではイギリス植民地時代からの独立運動が根強い。旧連邦直轄部族地域ではかつて、大統領が指示しない限り、パキスタンの法律が適用されない旨憲法で規定されるなど、強い自治権が与えられていた。法律に代わるものとしてパシュトゥン・ワリというパシュトゥン民族の慣習法が適用されている。

### 行政
国家元首は大統領で、任期は5年。選挙人団によって間接的に選出されることとなっている。

### 司法
パキスタンは守旧的イスラームに基づく国家であり、憲法で公式にイスラームの理念に則った政治を行うことを宣言し、イスラム法の強い影響を受けた法を施行するという点でイスラム国家としての色彩が強い。
パキスタンは死刑存置国であり、2014年6月、スイス・ジュネーヴで開催された国連人権理事会の会合において提出された「死刑制度のある国に死刑囚の権利保護を求める決議案」に日本、中国、インド、サウジアラビアなどとともに反対するなど死刑維持の姿勢を取っているが、一方で2009年以降、国法上の死刑の執行自体は凍結していた。しかし2014年12月、北西部のペシャワルで軍が運営する学校をイスラム過激派反政府武装勢力「パキスタン・ターリバーン運動（TTP）」が襲撃し、教師・児童・生徒ら140名以上が殺害されるテロ事件が起こったことを受け、ナワーズ・シャリーフ首相は死刑執行凍結措置を解除し、執行を再開した。

## 国際関係
独立以来、アメリカ合衆国と中華人民共和国との協力・同盟関係を維持しながら、カシミール問題で激しく争うインドに対抗するのがパキスタンの外交政策の全体的傾向とされる。中央条約機構や東南アジア条約機構の存続期間などから読みとれる。
なお、現在の国際連合加盟国のうち、パキスタンだけはアルメニアを国家として認めていない。

### 対日関係
日本との関係としては、1957年に岸首相がパキスタンを訪問したあと、1958年の外交関係樹立以来おおむね良好であったが、1998年のパキスタンの核実験を機に関係は悪化した。当時の橋本内閣は遺憾の意を表明したうえ、対パキスタン無償資金協力・新規円借款を停止し、その他の援助も見合わせるなどの制裁を行った。
2002年にはムシャラフ大統領が来日した。2005年4月には小泉純一郎首相が日本の首相として5年ぶりにパキスタンを訪問し、核実験以来停止されていた有償資金援助が開始された。
また、貿易収支は日本側の大幅な黒字であり、日本からの投資はインドと比較するとかなり少ない。これは不安定な政治とインフレ経済が嫌われたものである。

### 対印関係
独立の経緯以来、インドとの間では緊張関係が継続している。北東部のカシミール地方の所属を巡って1948年に勃発した第一次印パ戦争以来3度の全面戦争（印パ戦争）を経験し、特に1971年の第三次印パ戦争における大敗によって独立運動に呼応したインド軍の侵攻を受けた東パキスタンをバングラデシュとして失うことになった。その後もインドとの間では常に緊張関係が続き、軍事境界線で南北に分断されたカシミールでは両国軍の間で死者を伴う散発的な衝突が日常化していた。
1998年にはインドに対抗してカーン博士の指導のもと地下核実験やミサイル発射実験などを実施した。インドと共に核保有国の一つとなる。
2001年12月、イスラム過激派によるインド国会議事堂襲撃テロが起きると、インド政府はパキスタン軍情報機関の関与を疑って対立が激化。当時のムシャラフ大統領は「インドへの核攻撃も検討した」と回想している。
一方でムシャラフ前政権は南アジア地域協力連合を通じた緊張緩和に努めており、2004年から和平協議がもたれているなど、その成果は徐々に現れてきていた。2008年11月のインド西部ムンバイでの同時爆破テロによって和平協議は一時中断したが、2010年4月、両国首脳がブータンで会談し、外相会談を開催することで合意。公式の対話を再開、維持することを決めた。6月には外務次官級協議と内相会談、7月15日にはインドのクリシュナ外相とパキスタンのクレシ外相会談が、パキスタンのイスラマバードで行われた。そして2011年2月に対話再開で合意している。2018年8月には上海協力機構の合同軍事演習に両国は参加し、インドとパキスタンにとって独立以来初の国連平和維持活動以外での軍事協力となった。

### 対米関係
パキスタンは独立以来、アメリカ合衆国の軍事支援を受け入れている。アメリカにとっては非同盟主義のインドと友好関係が深いソビエト連邦への対抗上、またイラン革命を起こしてアメリカと激しく対立するイランの封じ込め策として、パキスタンは重要な支援対象国家である。パキスタン側もこの点は承知しており、クーデターなどで政権交代が起こっても親米路線は堅持されている。しかしながら、近年のテロとの闘いにおいて、米国はパキスタンの一部（特に、部族地域）がタリバンなどの武装勢力の聖域になっていること、パキスタンがそうした武装勢力に対し十分な戦闘や対策を取っておらず、むしろパキスタンの一部（特に、軍統合情報局ISI）はいまだにタリバンなどを非公式に支援していると見られていることに不満を持った。一方でパキスタンは、米国がパキスタン国内での無人機攻撃など主権侵害を継続していることに不満を持ち、両国関係は冷却化した。現在、両国の不信感は根深いものがある。
1990年、東西冷戦の終結が唱えられる中、アメリカのジョージ・H・W・ブッシュ政権はパキスタンによる核開発疑惑を理由に軍事援助を停止したが、1996年にはビル・クリントン政権によって再開されている。
2001年9月11日のアメリカ同時多発テロ事件を受け、米国はパキスタンに対しアルカーイダをかくまうターリバーンとの関係を断ち米国に協力することを迫った。パキスタンにとってターリバーンはインドとの対抗上重要であったが、ターリバーンを支援し続けることによる国際的孤立を恐れ、また、米国に協力することに伴う経済支援などの見返りを期待し、ムシャラフ大統領は米国への協力を決断した。これに対し、パキスタン国内では反米デモが起こるなどムシャラフ政権は苦しい立場に立たされた。

### 対アフガニスタン関係
アフガニスタンに関しては、インドとの対抗上アフガニスタンに親パキスタン政権が存在することが望ましく、1979年に始まったソビエト連邦のアフガニスタン侵攻後、パキスタンは反政府武装勢力ムジャーヒディーンを支援した。ソ連軍撤退後の内戦では、軍統合情報局は当初ヘクマティヤール派を支援。それがうまくいかなくなると厳格なイスラム原理主義のターリバーンを育て政権樹立まで強力に支援したといわれている。ターリバーン政権であるアフガニスタン・イスラム首長国と外交関係を持つ3カ国のうちの1つであった。
しかし、ターリバーンがかくまうアルカーイダがアメリカ同時多発テロ事件を起こした事から始まった2001年のターリバーン政権への攻撃ではムシャラフ政権がアメリカと有志連合諸国支持を表明し、ジョージ・W・ブッシュ政権からF-16戦闘機供与を含む巨額の軍事・経済援助を受けた。これに対し、イスラム原理主義者をはじめイスラム教徒に対するキリスト教国の攻撃に反感を持つ多くの国民から不満が増大し、パキスタン国内では多くの抗議行動が起こった。また、アフガニスタンを追われたターリバーン勢力は連邦直轄部族地域に浸透し、パキスタン軍やアメリカ軍との戦闘が継続されている。
2010年8月31日、パキスタン軍機がアフガニスタン国境付近（パキスタン北部カイバル・パクトゥンクワ州ペシャーワルなど）の部族地域を空爆し、イスラム過激派が少なくとも30人死亡。過激派の隠れ家や訓練施設、自爆テロに使用する予定の車両8台も破壊したと同国治安当局者が語った。
2011年5月1日、首都イスラマバード郊外の住居でアルカーイダの指導者ウサーマ・ビン・ラーディンが米海軍特殊部隊SEALsに急襲された。ビンラーディンは頭部を撃たれ死亡、遺体は米軍により確保されたとオバマ米大統領より発表された。

### 対サウジアラビア関係
サウジアラビアはイスラム世界最大の友好国とされ、北イエメン内戦ではパキスタン軍が派遣され、イラン・イラク戦争の過程でサウジアラビアには2万人から7万人ともされるパキスタン軍が駐留することになった。1976年には世界最大級のモスクであるファイサル・モスクが寄贈された。また、パキスタンの核開発計画の資金源だったともされ、クーデターで追われたナワーズ・シャリーフの亡命も受け入れた。
2015年にサウジアラビアがイスラム協力機構の条約を根拠にイスラム圏34カ国と対テロ連合イスラム軍事同盟を発足させた際は、初代最高司令官に前パキスタン陸軍参謀長のラヒール・シャリフを任命した。2019年2月にムハンマド・ビン・サルマーン皇太子がパキスタンを訪れた際は中国の専用機と同様に搭乗機がパキスタン空軍のJF-17にエスコートされており、グワーダルで製油所建設なども行っている。

### 対トルコ・アゼルバイジャン関係
パキスタンは一貫してアゼルバイジャンのナゴルノ・カラバフに対する立場およびトルコのキプロスに対する立場を支持しており、両国もパキスタンによるカシミールへの主権を支持している。2020年のナゴルノ・カラバフ戦争以降、パキスタンはトルコとアゼルバイジャンに急速に接近し、2021年には三か国連合軍事演習が行われた。

### 対中関係
中華人民共和国との関係も深く、上海協力機構の加盟国でもある。中国とはインドへの対抗で利害が一致して印パ戦争で支援国だった他、米中の接近をもたらしたニクソン大統領の中国訪問を仲介したり、ミサイル・核技術の供与、戦車と戦闘機と軍艦の共同開発など軍事協力を幅広く行い、パキスタン初の人工衛星バドルの打ち上げや原子力発電所、パキスタン初の地下鉄ラホール・メトロの建設も支援された。このような両国の同盟関係を「全天候型戦略的パートナーシップ」関係（中国語：全天候战略合作伙伴关系）と呼ばれている。2011年5月にウサーマ・ビン・ラーディンがパキスタン国内で殺害されて以降米国との関係は悪化しており、中国との関係は近年さらに緊密なものとなっている。パキスタンの中国への急接近は南アジアでの中国の影響力拡大を懸念する米国への牽制との見方もある。2015年の中国人民抗日戦争・世界反ファシズム戦争勝利70周年記念式典では派遣されたパキスタン軍が天安門広場を行進した。
また、ギルギット・バルティスタンと中国の新疆ウイグル自治区との間はカラコルム・ハイウェイで結ばれており、トラック輸送による国境貿易が行われている。中国とパキスタンの間では自由貿易協定が締結されており、パキスタンは安い中国製品を多く輸入し、多数の中国企業が進出している。逆にパキスタンの最大の輸出相手は中国である。両国は更に、カラコルム・ハイウェイからアラビア海に面して中国の軍事利用を懸念されているグワーダル港までの約3,000kmで道路・鉄道、発電所などを整備する「中パ経済回廊」（CPEC）計画を進めている。事業費4600億ドルは大半を中国が融資する。CPECは過激派の活動地域も含むため、2016年にパキスタン軍はラヒール・シャリフ陸軍参謀長が指揮するCPECプロジェクト警備専門の特別治安部隊（SSD）を創設した。CPECは中国が進める「一帯一路」と、対インド包囲網「真珠の首飾り戦略」の一部でもある。
中国とのビジネスが拡大していることから、パキスタン国内では中国語ブームが起きている。イスラマバード市内の私立高校では中国語を必修科目に導入し、パキスタン企業の間でも中国語研修を行う企業が増えている。パキスタン政府も中国との関係強化と中国企業にパキスタン人を雇用させるというの観点からこうした動きを後押しし、アースィフ・アリー・ザルダーリー大統領も出身地であるシンド州にある全ての小中学校で、2011年から2年以内に英語、ウルドゥー語、アラビア語、シンド語に次いで中国語も必修科目に義務づけると発表した。しかし、教育現場の混乱や生徒への負担、中国語を教える教師の数が不足していることなどを理由にシンド州教育省は中国語を必修では無く、選択科目として緩やかに導入していくことで計画を修正している。

### 対露関係
ソ連のアフガニスタン侵攻で、パキスタンはアメリカ、中国、サウジアラビアとともにソ連と戦うムジャーヒディーンを支援した（サイクロン作戦）。ソビエト連邦はアフガン撤退の直後に崩壊。ロシアとなってからは同じ上海協力機構の加盟国にもなったこともあって関係が改善し、2016年にはパキスタン領内でロシア連邦軍と初の合同軍事演習を実施した。

## 軍事

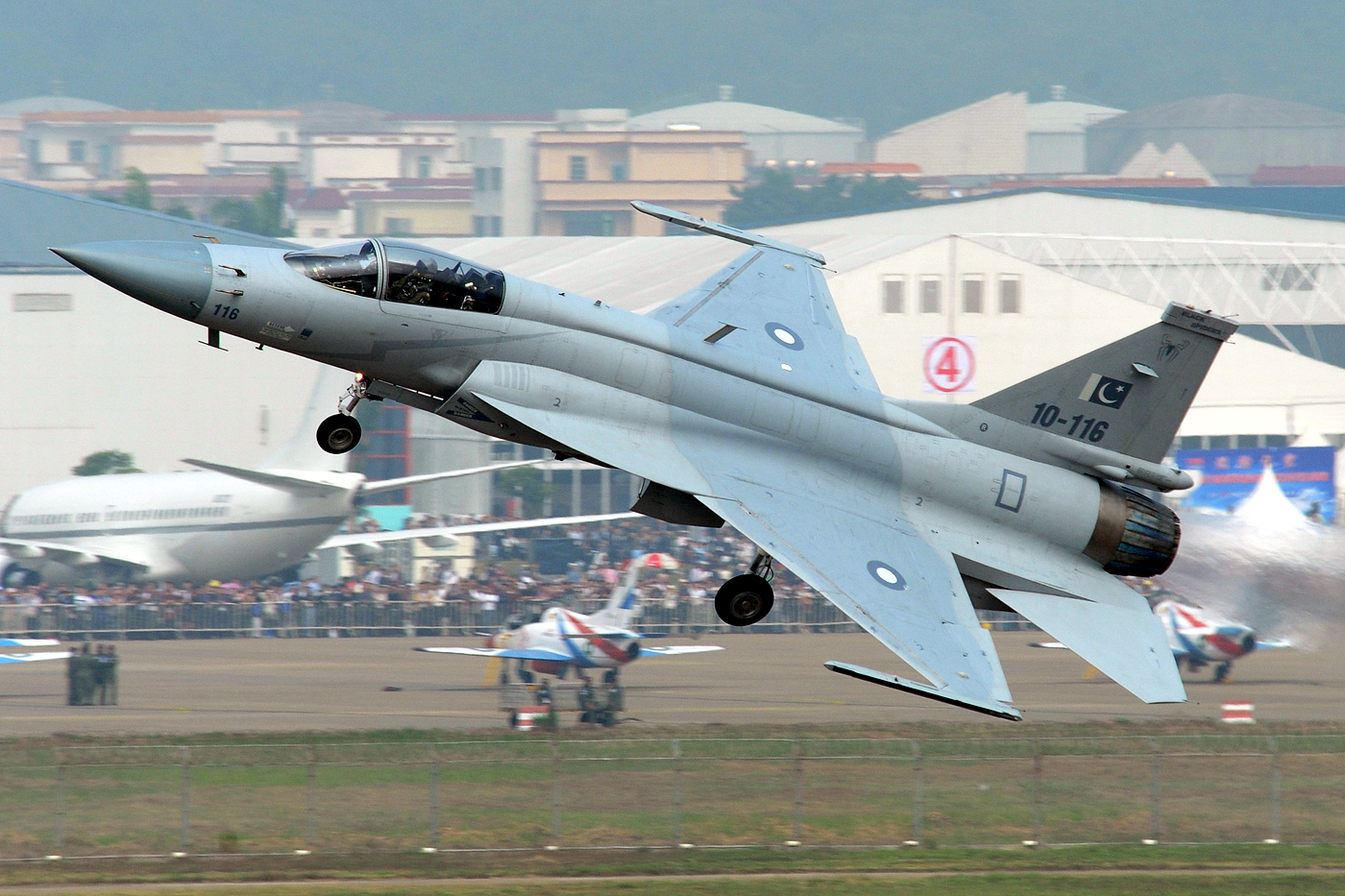
中国と共同開発のJF-17戦闘機

陸軍、海軍、空軍のほか、沿岸警備隊、さらに国境警備、治安維持用の準軍事組織である『民間軍隊』（CAF）を有する。印パ戦争・カシミール紛争が繰り返されたことからインドと軍事的な対立関係にある。
パキスタンは核拡散防止条約（NPT）に加盟しておらず、1998年の核実験以後は核兵器を保有している。

### 情報機関
パキスタンの情報機関は通称や俗称などの固定化された呼び名や正式名称を持っておらず、全ての情報機関が一つの協同組合連合体として、その名称の下で活動している。
同国の情報機関は軍統合情報局を主体としている。

## 地理

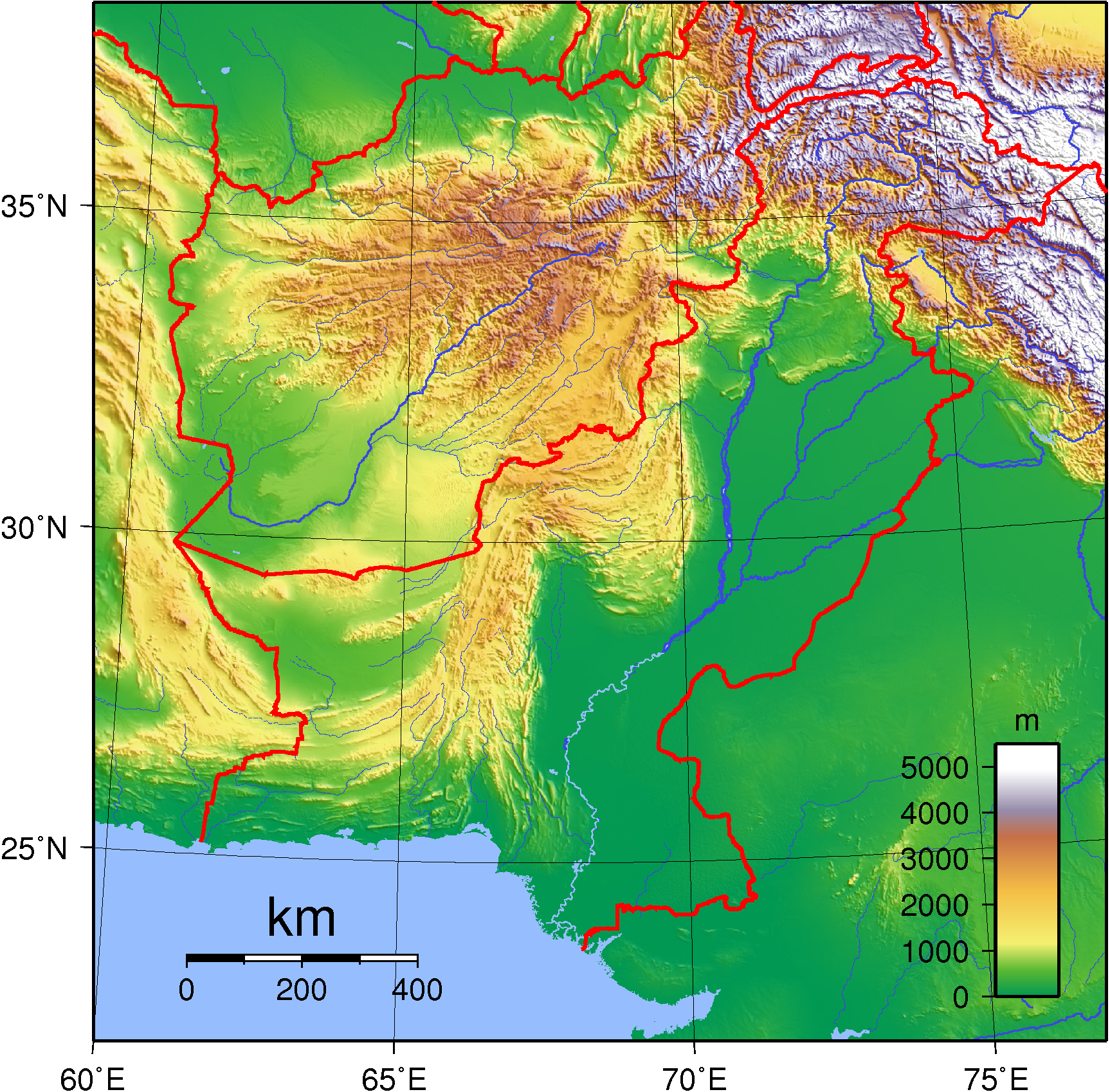
標高図

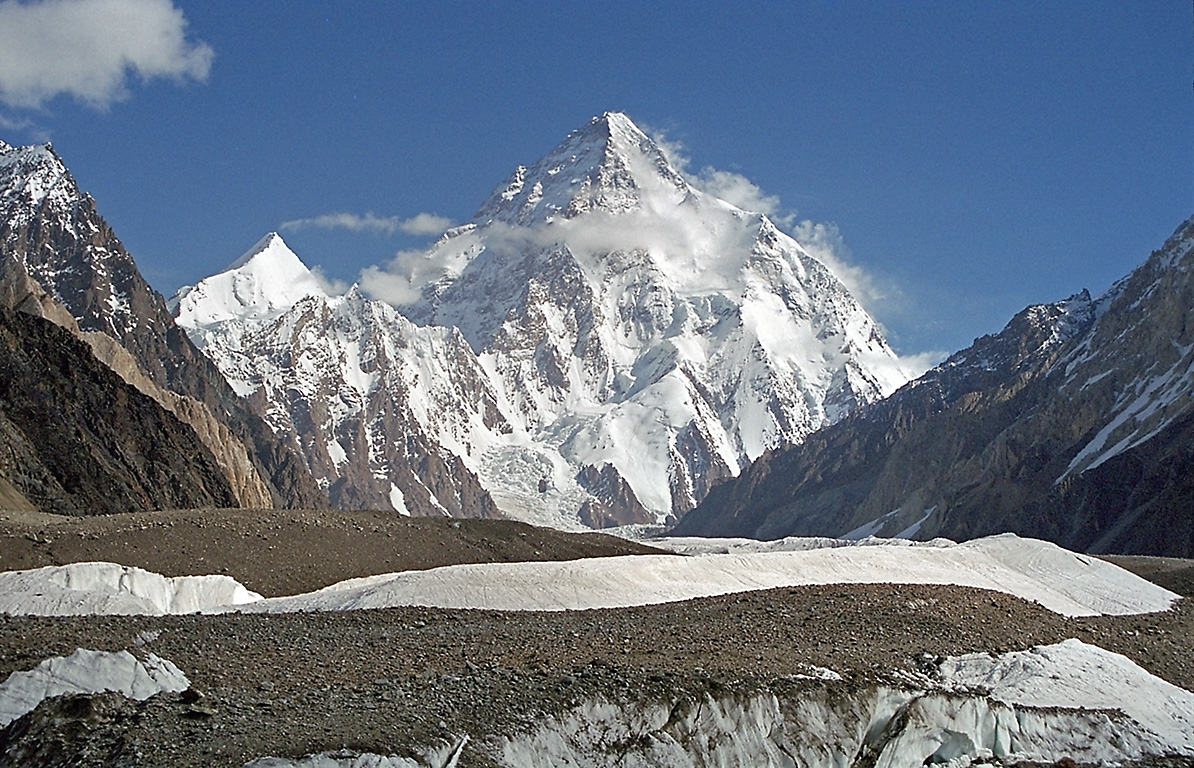
K2（カラコルム山脈）

### 地勢
国土の北部には世界の屋根カラコルム山脈とヒンズークシ山脈が連なり、K2（標高8,611m）とナンガ・パルバット（標高8,126m）がそびえる。
国の中央を南北に走るのはスライマン山脈である。アフガニスタン国境はカイバル峠、インドとの国境には大インド砂漠（タール砂漠）が広がり、その南にはカッチ大湿地が分布する。
北部高地からアラビア海（インド洋）に流れ出すインダス川は流域に主要な平野（北のパンジャブ、南のシンド）を形成する。

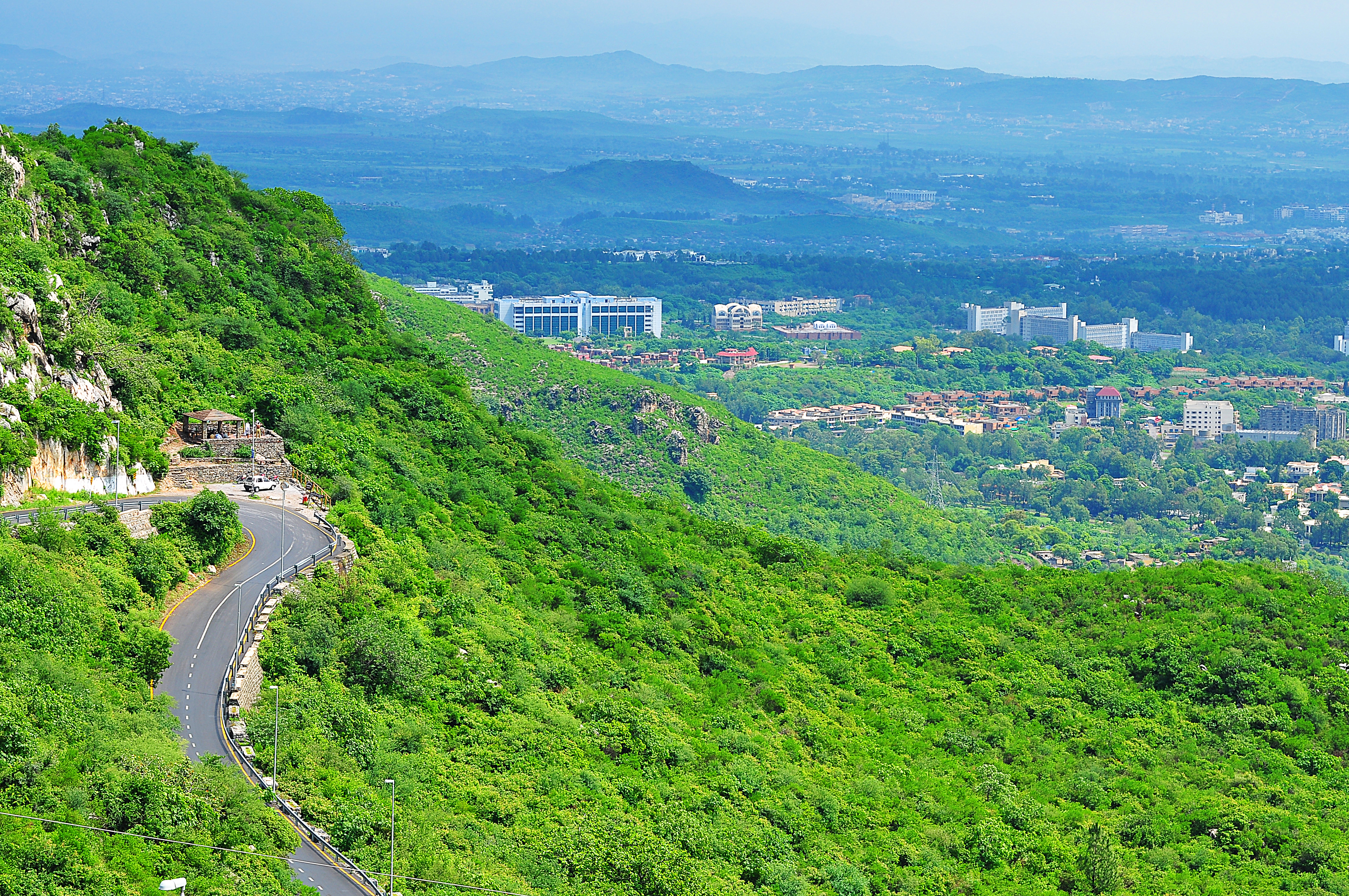
イスラマバード
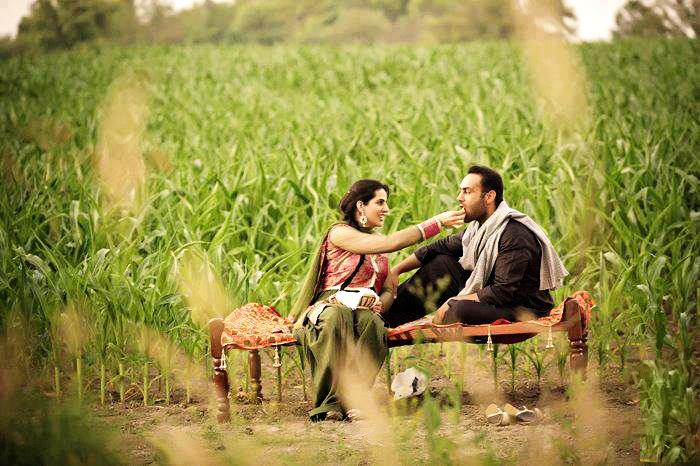
パンジャーブ
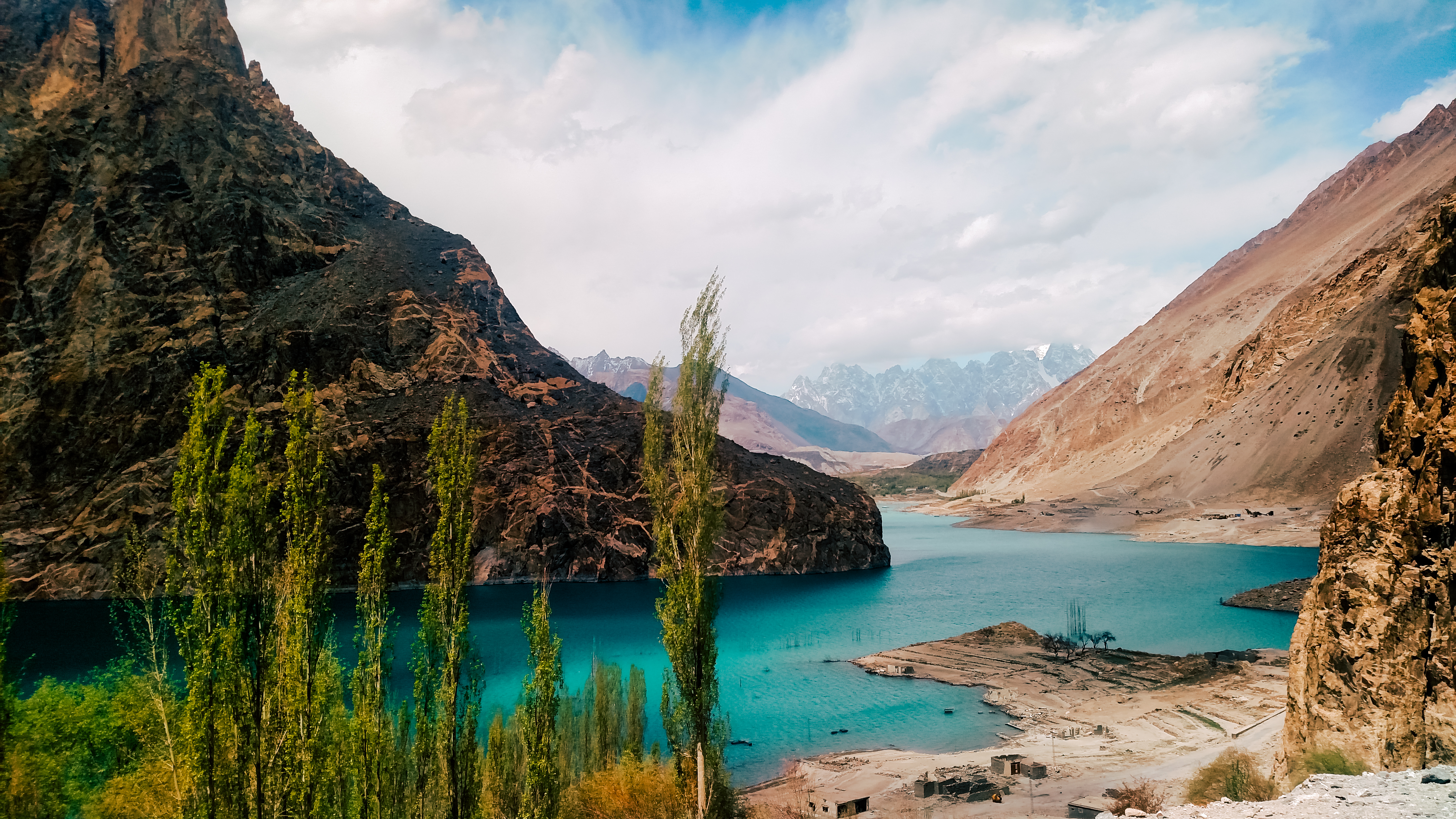
フンザバレー
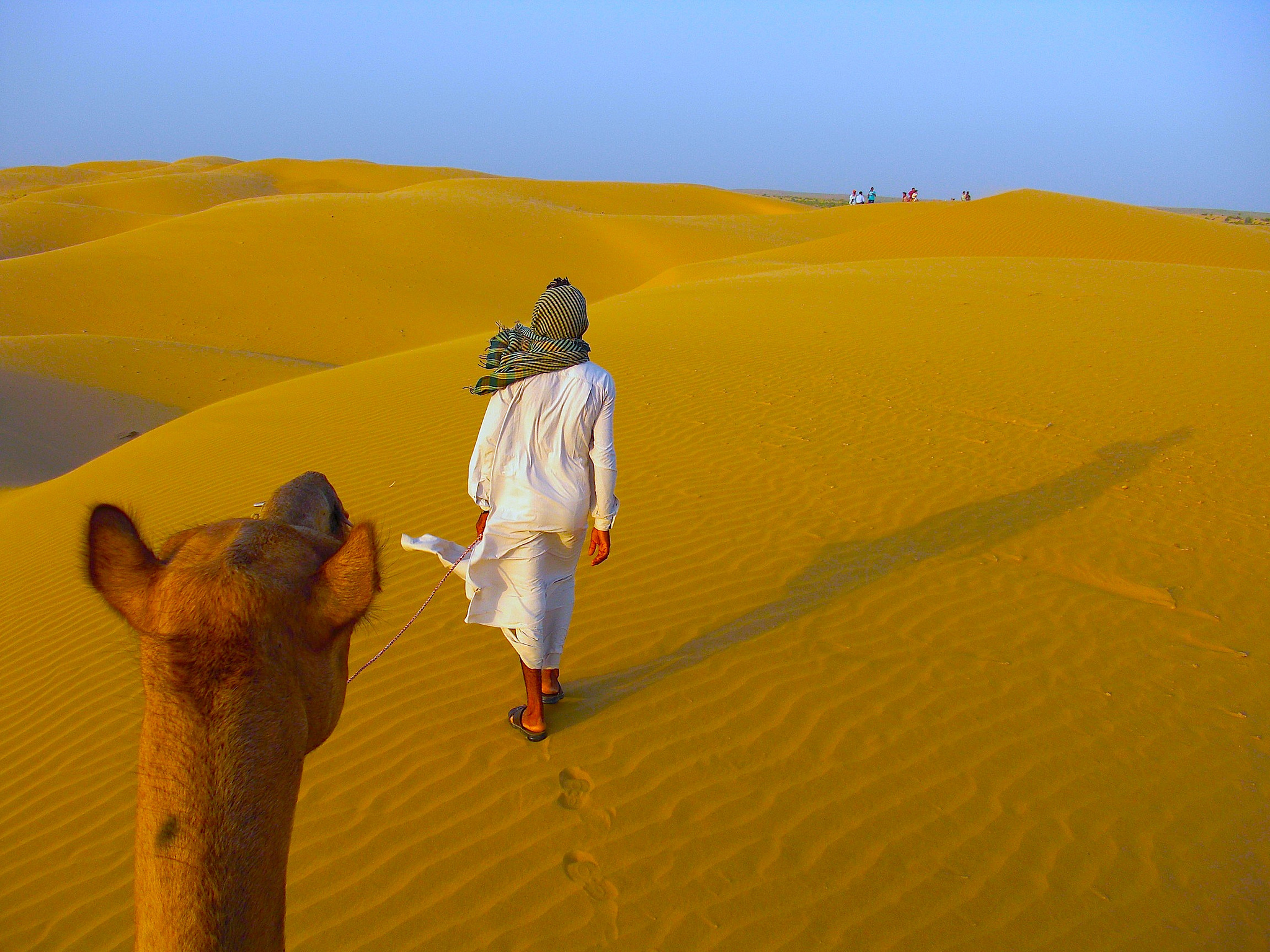
タール砂漠
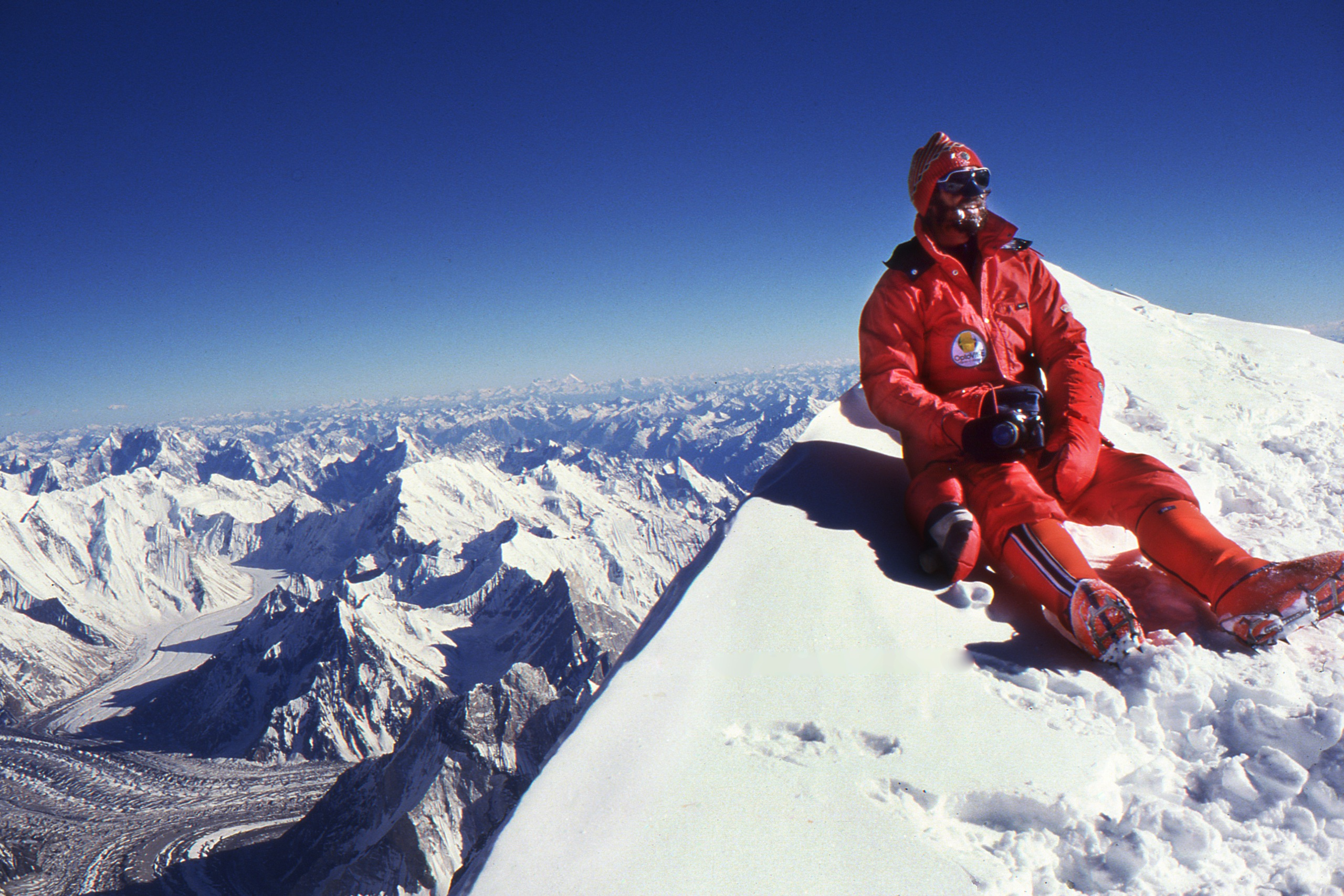
K2

### 気候
パキスタンには四季があり、12月から2月が冷涼乾燥な冬、3月から5月が高温乾燥の春、6月から9月が高温多雨・モンスーンの夏、10月から11月が移行期の秋である。この時期は地域によって若干異なり、洪水と旱魃がしばしば生じる。
気候は、中南部が砂漠気候 (BW)、北部がステップ気候 (BS)、北部山岳地帯が温帯夏雨気候 (Cw) となっている。国花はジャスミンである。

### 災害

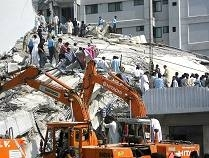
パキスタン地震で崩壊したアパート

2005年10月8日、パキスタン北東部カシミール地方・インド国境付近を震源とするマグニチュード7.8の大地震が発生し、死者9万人以上の大災害となった。カシミール地方を中心に被害が相次いだほか、首都イスラマバードでも高層アパートが崩壊した。
2010年7月末、カイバル・パクトゥンクワ州で大規模な洪水が起こり、パンジャブ州、シンド州にも広がった。被災者1400万人、死者1200人以上の大災害になっており、少なくとも200万人が家庭を失っている。国連人道問題調整事務所（OCHA）は、被災地の一部では下痢などの疾病が広がっているとしている。欧米メディアが2010年8月16日、大規模な洪水により飲料水が汚染され、伝染病の流行の可能性が高まり、約350万人の子どもが感染の危機にさらされていると国連人道問題調整事務所(OCHA) の報道官の話として報道した。
北澤俊美防衛大臣は8月20日夕方、国際緊急援助隊派遣法に基づく派遣命令を発出した。8月23日以降陸上自衛隊第4師団を主力とした部隊が派遣され、復興活動を行った。10月10日（現地時間）をもって活動終結。
7月の洪水で、国土（79.6万平方キロ）の約2割が被害を受け、死者約2千人、家屋174万軒損壊（国家災害管理庁）た。12月時点でも一部地域が冠水している。シンド州の約4200平方キロ（福井県に相当）が冠水19万人が国内避難民と成っている。
2022年8月、モンスーン（雨季）の影響で大洪水となり、国土の3分の1が水没した。死者は1100人超。経済損失は100億ドル超。

## 地方行政区分
4つの州と、1つの連邦直轄地区に分かれる。
州
1. バローチスターン州

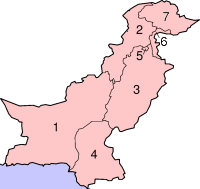
パキスタンの州とその他の領土区域

2. カイバル・パクトゥンクワ州 (2018年に連邦直轄部族地域を編入)
3. パンジャーブ州
4. シンド州

連邦直轄地区
1. イスラーマーバード首都圏

その他、カシミール地方におけるパキスタンの実効支配領域は、2つの行政区に分かれる。

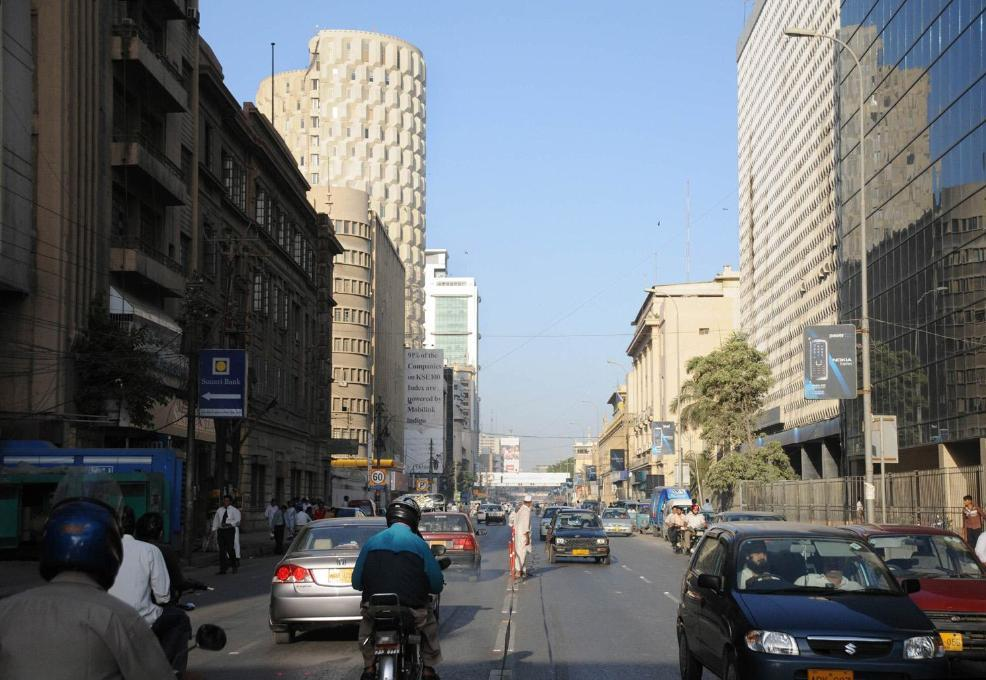
カラチはパキスタン最大の都市であり、都市圏人口が1000万人を超える世界有数のメガシティである

1. アザド・カシミール
2. ギルギット・バルティスタンカラチはパキスタン最大の都市であり、都市圏人口が1000万人を超える世界有数のメガシティである

### 主要都市

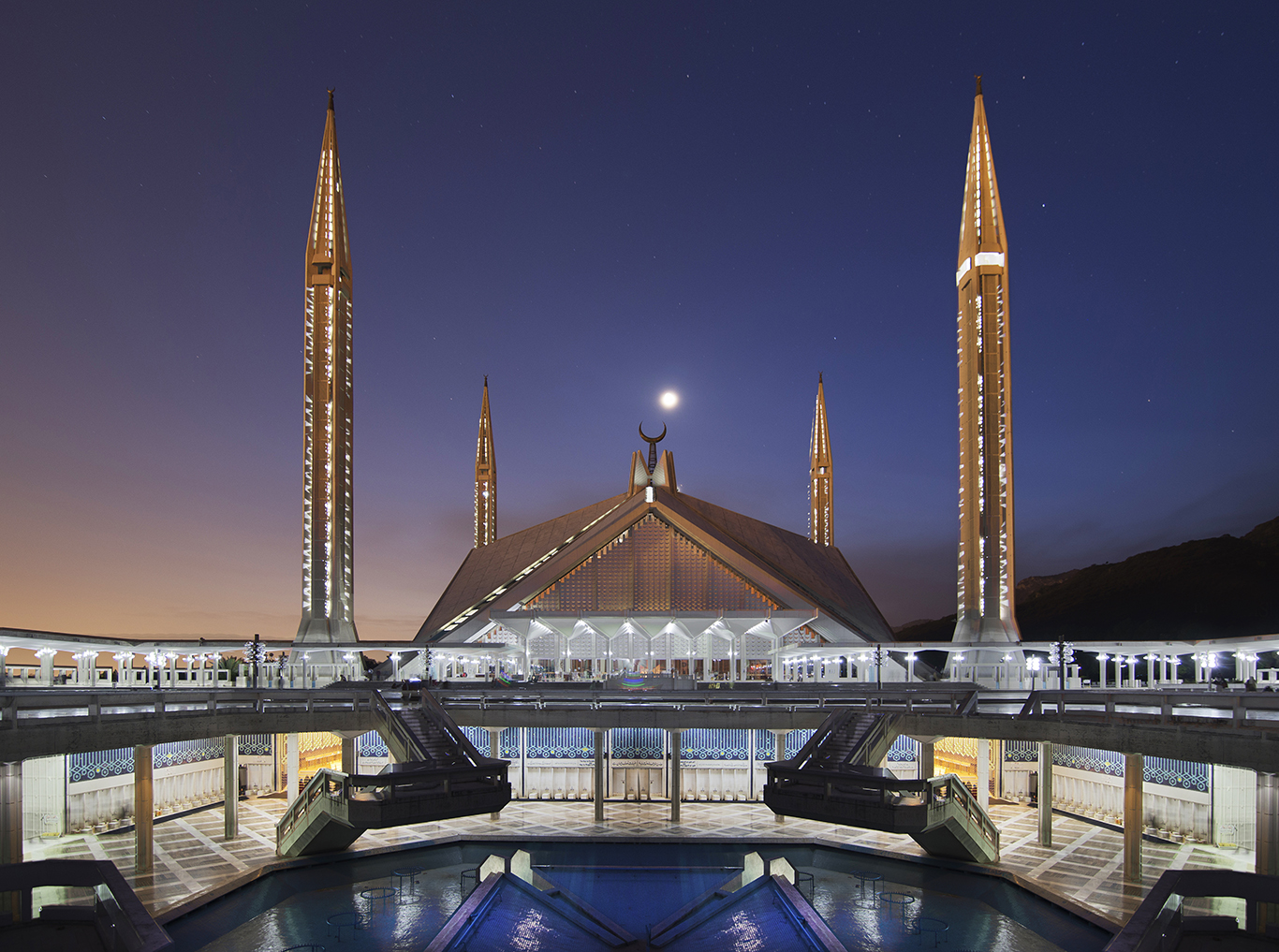
首都イスラマバードにあるファイサル・モスク

人口100万人以上の都市が10都市ある。首都イスラマバードは人口順では9番目に位置する。
| 1  | カラチ               | シンド州                   | 14,916,456 | 11 | バハーワルプル             | パンジャーブ州 | 762,111 |
| 2  | ラホール             | パンジャーブ州             | 11,126,285 | 12 | サルゴーダー               | パンジャーブ州 | 659,862 |
| 3  | ファイサラーバード   | パンジャーブ州             | 3,204,726  | 13 | シアールコート             | パンジャーブ州 | 655,852 |
| 4  | ラーワルピンディー   | パンジャーブ州             | 2,098,231  | 14 | サッカル                   | シンド州       | 499,900 |
| 5  | グジュラーンワーラー | パンジャーブ州             | 2,027,001  | 15 | ラルカナ                   | シンド州       | 490,508 |
| 6  | ペシャーワル         | カイバル・パクトゥンクワ州 | 1,970,042  | 16 | シェイクプラ               | パンジャーブ州 | 473,129 |
| 7  | ムルターン           | パンジャーブ州             | 1,871,843  | 17 | ラヒーム・ヤール・ハーン   | パンジャーブ州 | 420,419 |
| 8  | ハイデラバード       | シンド州                   | 1,734,309  | 18 | チャング                   | パンジャーブ州 | 414,131 |
| 9  | イスラマバード       | イスラーマーバード首都圏   | 1,009,832  | 19 | デーラー・ガージー・ハーン | パンジャーブ州 | 399,064 |
| 10 | クエッタ             | バローチスターン州         | 1,001,205  | 20 | グジュラート               | パンジャーブ州 | 390,533 |

## 経済

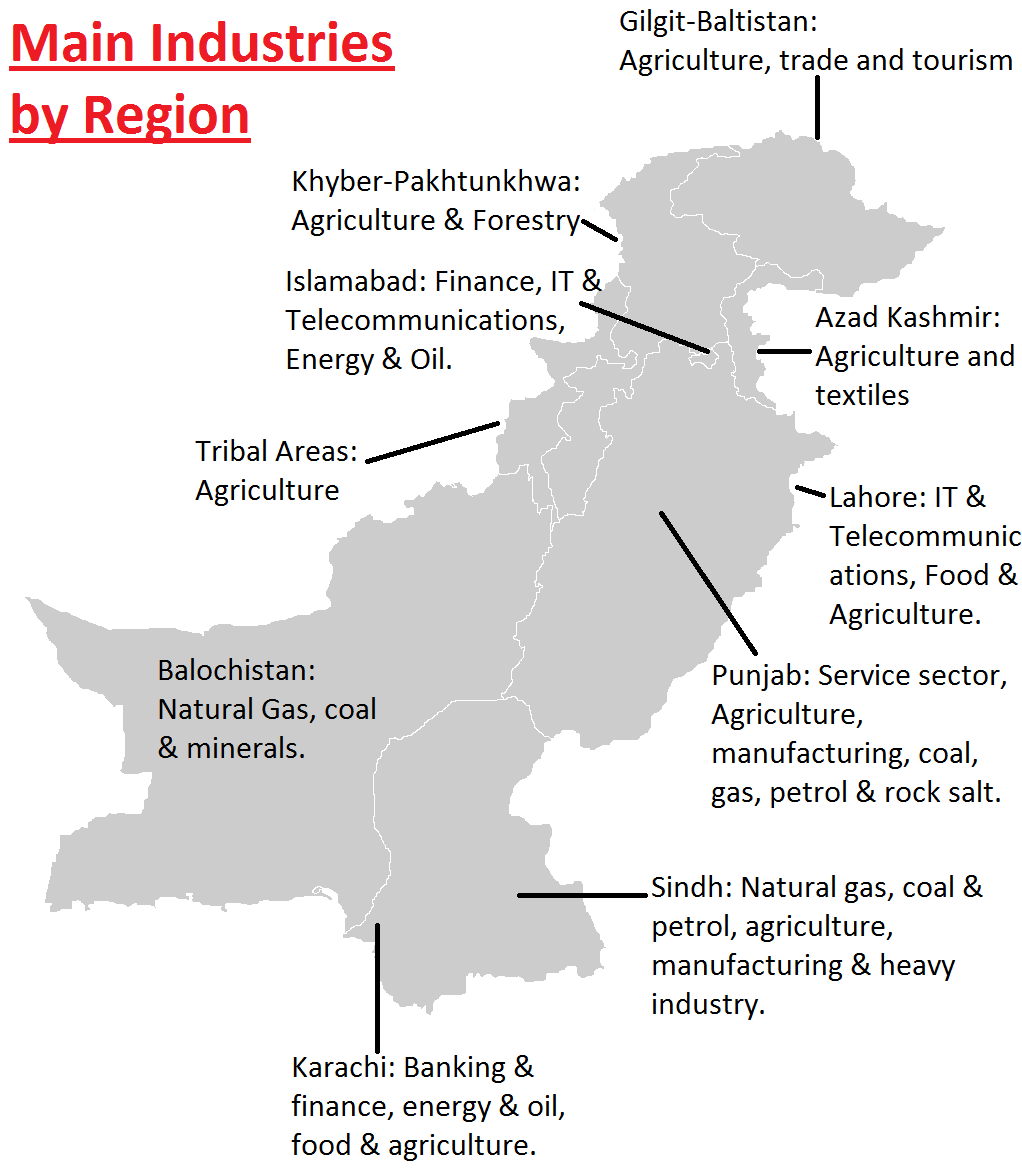
地域別の主要産業

IMFの統計によると、2013年のパキスタンのGDPは2,387億ドル。一人当たりのGDPは1,307ドルであり、世界平均のおよそ10%の水準である。 2011年にアジア開発銀行が公表した資料によると、1日2ドル未満で暮らす貧困層は9710万人と推定されており、国民の半数を超えている。
パキスタン証券取引所のナディーム・ナクビ社長は、パキスタンはGDPの需要面が十分補足できておらず、「実際の1人当たりGDPは2200ドルはある」「人口2億人弱のうち4000万～4500万人を中間層が占める」と語っている。
主要産業は、農業や綿工業。特にパンジャーブ地方で小麦の生産が盛んで世界生産量第6位である。輸出品としては米がトップで輸出の11.2%を占め、ついで綿布、ニット、ベッドウェア、綿糸、既製服といった繊維製品が続く。また、中国が一帯一路政策の要として、パキスタン国内を鉄道・道路・港湾などで結ぶ中パ経済回廊（CPEC）建設を進めているため、セメントや鉄鋼の生産が増えている。
2011年に、パキスタン政府はインドとの交易関係を正常化し、インドへの貿易上の「最恵国待遇」付与を目指す方針を明らかにした。インドは1996年にパキスタンに同待遇を付与している。また、インドが含まれるBRICSの次に経済の急成長が期待できるNEXT11のうちの一つでもある。IMFによる3年間の財政支援は2016年9月に終了した。国民の多くは貧しく、テロの頻発など治安もとても悪いが、人口増加率が高いため労働力や消費者となる若年層が多い。このため今後経済的に期待できる国といえ、コカ・コーラや味の素など飲食品・消費財メーカーが進出している。
通貨はパキスタン・ルピー（1ルピー=100パイサ、硬貨の種類は5パイサ、10パイサ、25パイサ、50パイサ、1ルピー、5ルピーの6種類、紙幣は、2ルピー、5ルピー、10ルピー、20ルピー、50ルピー、100ルピー、500ルピー、1000ルピー、5000ルピーの8種類）。

### 経済史
アユーブ・カーン政権下では年平均5%で成長し、多くの水力発電所を建設、「国家資本主義」と称した経済自由化政策は成功を収めた。また、アユーブは緑の革命を通じた緑化推進政策を実行。農地改革や農民への補助金支給で食糧供給に尽力した。しかし、1973年から始まったブットー政権下では国家資本主義の体制を否定、社会主義的な経済政策を打ち出し、電力や外国資本の国有化を断行した。しかし、官僚主義が蔓延すると共に汚職がはびこり、資本逃避による成長の鈍化が開始。1978年、陸軍大佐であったジア＝ウル・ハクが無血のクーデターを決行。ジアは経済の自由化と新自由主義的な経済改革を行い、同時に経済のイスラム化も行った。
ジアの死後、ナワーズ・シャリーフ首相やベナジル・ブットー首相はいずれも自由化、民営化政策に賛成していたが、停滞は顕著に表れた。パルヴェーズ・ムシャラフ政権以降はこの停滞を克服し、2002～2007年にかけて成長が加速。いまだ低い識字率に悩まされるパキスタンにおいて、小学校への入学者数は増加し、債務対GDP比は100％から55％に低下した。同時に外貨準備高も1999年10月の12億米ドルから、2004年6月30日には107億米ドルに増加。2008年、ムシャラフが国内の反政府デモに対処できず辞任すると、人民党は再び党勢を建て直し、国政を支配。スタグフレーションの時代が到来し経済は再び低迷した。
2013年、シャリーフが再び首相の座に返り咲くと、エネルギー不足、インフレ、多額の債務、巨額の財政赤字によって機能不全に陥った経済を引き継ぐために復帰した。治安改善や原油価格の低下、送金の増加により、パキスタン経済は再び勢いづいた。国際通貨基金による融資プログラムは2016年9月に終了した。
2022年のウクライナ侵攻による国際的な原油価格の上昇により、パキスタンの外貨準備高は枯渇気味となった。不十分なガバナンス、一人当たりの生産性の低さ、2022年のパキスタン洪水が重なった事で、IMFから60億ドルの救済協定を再開するよう説得するために必死の措置を講じた。

### 自動車産業
日本の自動車メーカーが複数進出して製造販売を行っている。スズキは、1975年に国営会社を通じて自動車の生産を開始した後、1982年、現地合弁会社パックスズキ社を立ち上げてパキスタンへの本格参入。フロンテやキャリイなどの現地モデルの生産を始めた。2007年10月には、二輪車の現地代理店と合併する形で二輪車の生産販売も始めた。2009年には国内の自動車累計生産台数100万台を達成している。トヨタ自動車は、現地合弁会社インダス・モーター社を1989年に設立。カローラやハイラックスの生産を始め、2012年に生産累計50万台を達成した。本田技研工業は、1992年より現地合弁会社のアトラスホンダ社を設立し二輪車の生産販売を開始。1994年には、四輪車生産を目的とした合弁会社ホンダアトラスカーズを立ち上げて、シビックなどの生産を行っている。2016年累計生産台数30万台を達成。
日産自動車は、カラチに現地工場を建設。1997年、現地法人ガンダーラ日産の手によりノックダウン生産によりサニーの生産を始めた。2010年代に一旦閉鎖されたが、2020年初頭を目途にピックアップトラックの生産を開始することが発表している。

### 観光

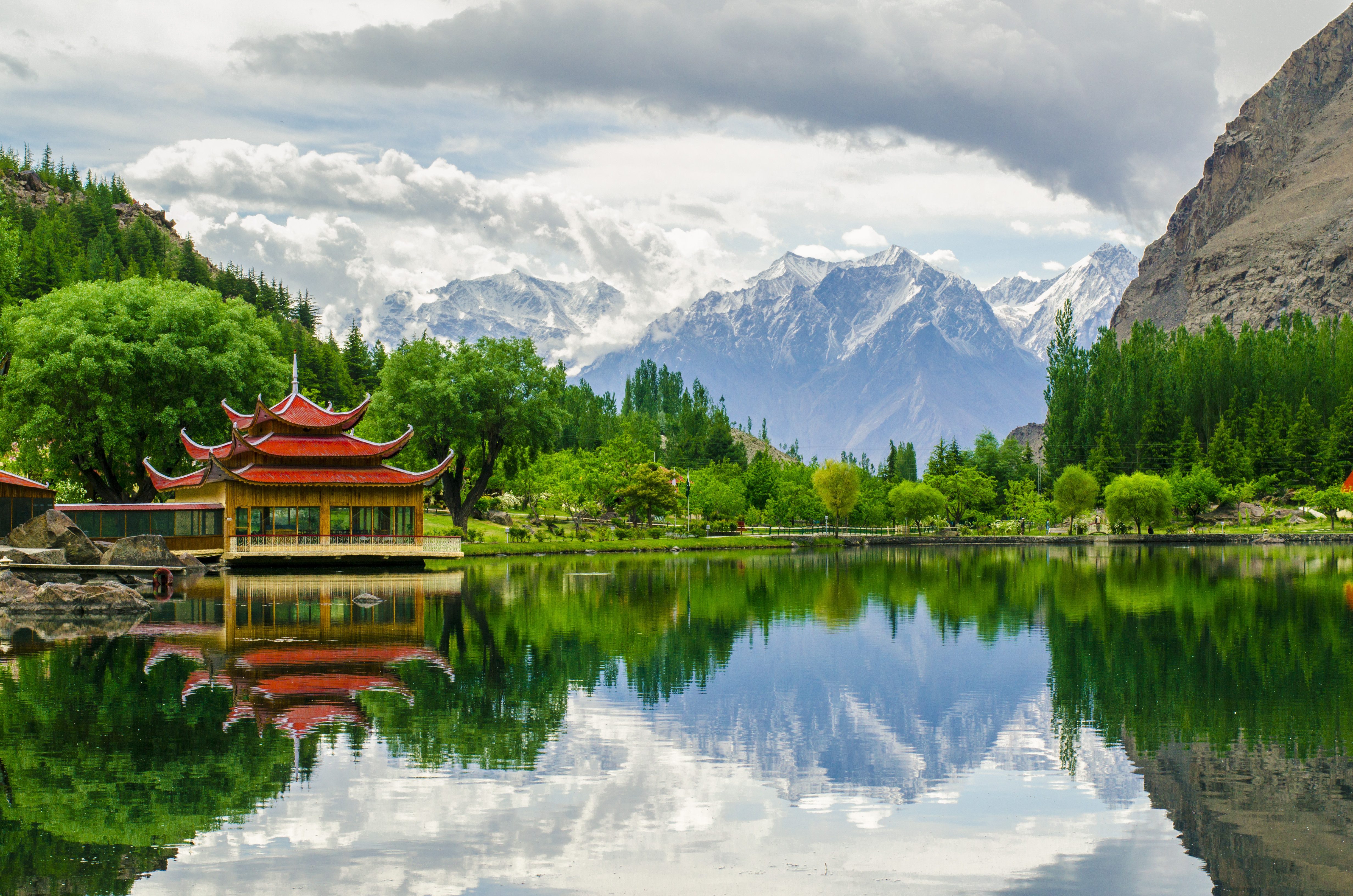
ギルギット・バルティスタンにあるシャングリラ湖

その多様な文化や景観などを目当てに、2018年にはおよそ660万人の外国人観光客がパキスタンを訪問した。しかし、ヒッピー・トレイルがブームだった1970年代のピーク時の水準には、いまだ達していない。南部のマングローブ林から北東部ヒマラヤ山麓の避暑地にいたるまで、さまざまな観光名所があるが、特にタフテ・バヒーとタキシラの仏教遺跡、5000年前の古代遺跡であるモヘンジョ・ダロやハラッパー、7000メートル級の山々は人気が高い。北部のフンザやチトラルには、古代の様式を留めた城塞跡が多く残る。その地域の住民は、自らをアレクサンドロス大王の子孫と称している。パキスタンの文化的な中心地であるラホールにはバードシャーヒー・モスク、シャーラマール庭園、ジャハーンギール廟、ラホール城など、ムガル建築の傑作の数々がある。2005年のパキスタン地震後、イギリスの「ガーディアン」紙は「パキスタンの五大観光名所」としてタキシラ、ラホール、カラコルム・ハイウェイ、カリーマバード、サイフル・ムルク湖を挙げた。2015年に世界経済フォーラムが発表した旅行・観光競争力レポートで、パキスタンは全141か国中125位につけた。

## 科学技術
パキスタンは欧州原子核研究機構（CERN）の準加盟国であり、その地位を取得している数少ない国の1つともなっている。

## 国民

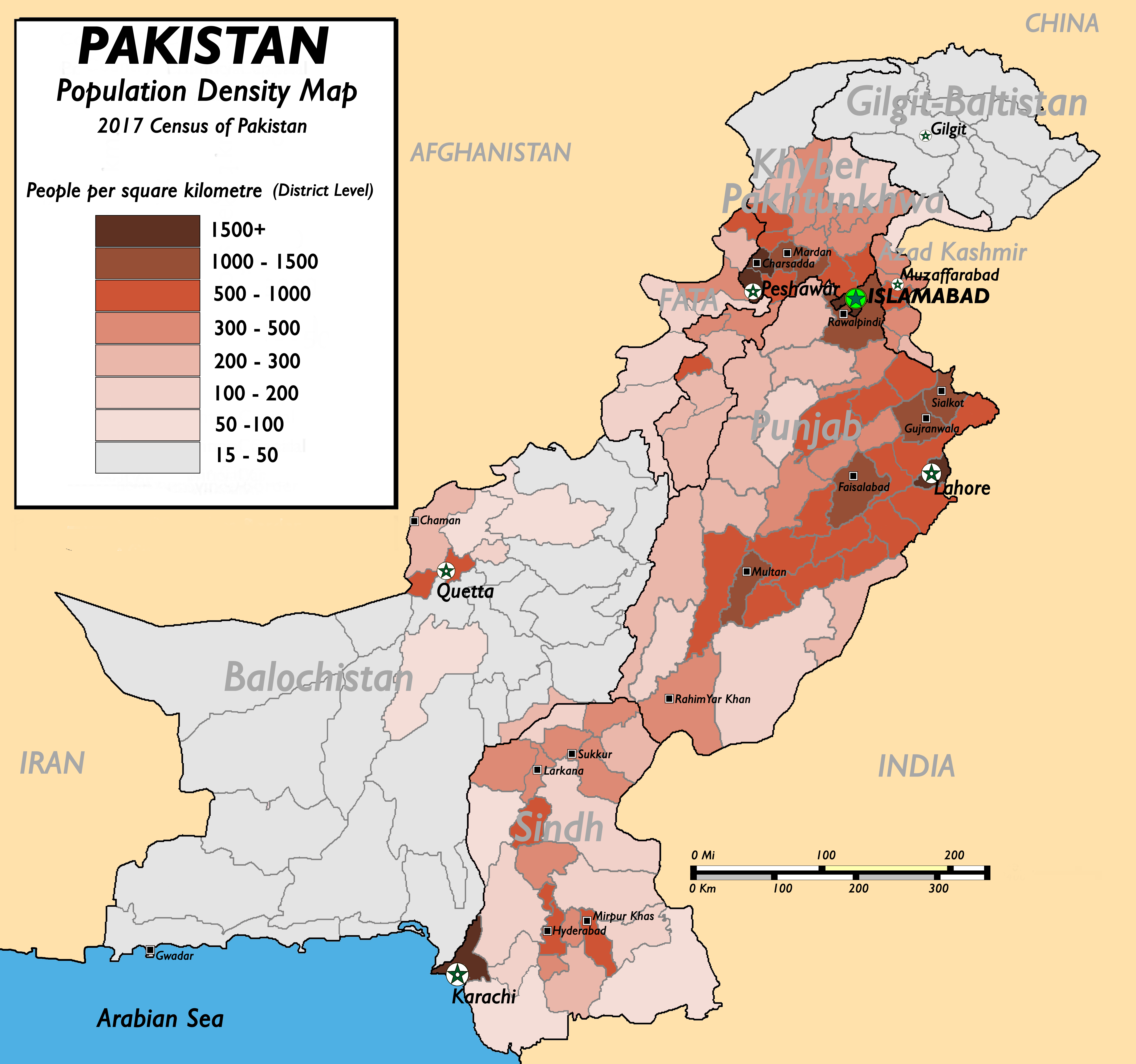
各地域の人口密度（2017年）

### 人口
パキスタンの総人口は、2022年現在で2億2,200万人である。2003年以降の人口増加が顕著なのは、戦闘が続く隣国のアフガニスタンからの難民が急増したためと見られ、その数は累計で約600万人と言われる。さらに出生率も高く、国連の推計では2050年には3億4,000万人にまで増加し、インドネシアとブラジルを抜き、インド、中国、アメリカに次ぐ世界第4位の人口大国になると予想されている。
2017年には、1998年以来19年ぶりとなる国勢調査が行われ、パキスタン本土の人口は2億777万4520人であり前回比で57％も増加した。さらに2017年の国勢調査では、1998年の国勢調査では対象外地域だったアザド・カシミールや、ギルギット・バルティスタンも国勢調査の対象となっており、それらの地域を含めた人口は2億1274万2631人であった。
パキスタンの人口の推移
- 2017年：2億1274万人（前回比：5355万増）
- 2004年：1億5919万人（前回比：1016万増）
- 2003年：1億4903万人（前回比：307万増）
- 2002年：1億4596万人（前回比：1146万増）
- 2000年：1億3450万人（前回比：1898万増）
- 1991年：1億1552万人

#### 人口密度
182人/平方キロメートル（2001年）、145人/平方キロメートル（1991年）

### 民族
| 民族構成（パキスタン） | 民族構成（パキスタン） | 民族構成（パキスタン） | 民族構成（パキスタン） | 民族構成（パキスタン） |
| ---------------------- | ---------------------- | ---------------------- | ---------------------- | ---------------------- |
|                        |                        |                        |                        |                        |
| パンジャーブ人         | パンジャーブ人         |                        | 56%                    | 56%                    |
| パシュトゥーン人       | パシュトゥーン人       |                        | 16%                    | 16%                    |
| シンド人               | シンド人               |                        | 13%                    | 13%                    |
| バローチ人             | バローチ人             |                        | 4%                     | 4%                     |
| その他                 | その他                 |                        | 11%                    | 11%                    |

パンジャーブ人56%（60%とも）、パシュトゥーン人16%（13%とも）、シンド人13%、バローチ人4%、カラシュ人など。

### 言語
ウルドゥー語（国語）、英語（公用語）に加え、パンジャーブ語、シンド語、カシミール語、コワール語といったインド語群のほか、イラン語群のパシュトー語およびバローチー語、ドラヴィダ語族のブラーフーイー語、孤立した言語ブルシャスキー語などがある。
現行の1973年憲法251条はパキスタンの国語をウルドゥー語としており、15年以内に英語に代えてウルドゥー語を公用語化することになっていたが、2020年現在も実現にいたっていない。同時にウルドゥー語が公用語化されるまでは英語を公用語とする旨規定している。憲法を始めとする全ての法令や、公文書は英語で書かれている。政府の公式ウェブサイトは英語でだけ書かれている。全ての高等教育機関が英語を教授言語としている。ただ、ほとんどの初等中等教育はウルドゥー語で行われているため、英語を自由に操るパキスタン国民はあまり多くない。母語を異にするもの同士が会話する時は、ウルドゥー語を用いることが多い。ウルドゥー語を母語にするパキスタン人は全人口の一割以下である。ウルドゥー語は北部諸語とはやや近いもののシンド語とは離れており、さらに南部でウルドゥー語を母語とするムハージル人（パキスタン独立時にインドから逃れてきた難民の子孫）とシンド語を母語とするシンド人との間に対立があるため、ウルドゥー語の公用語化には特に南部で反対が強い。

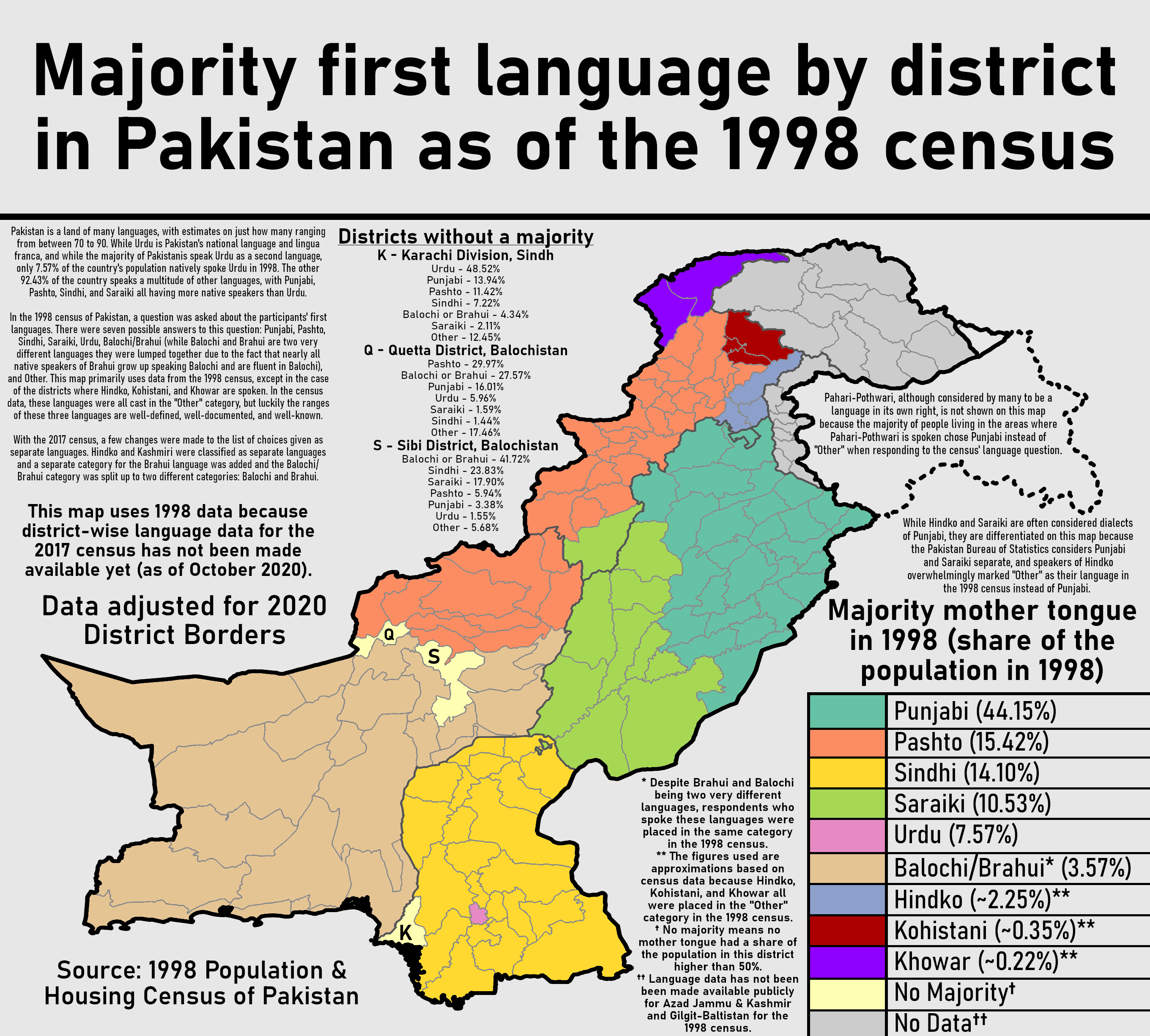
パキスタンの言語分布図 (1998年)

| 言語 | 言語           | 2017年（国勢調査） | 2017年（国勢調査） | 1998年（国勢調査） | 1998年（国勢調査） | 優勢地域                   |
| 言語 | 言語           | 数 (万人)          | 割合 (%)           | 数 (万人)          | 割合 (%)           | 優勢地域                   |
| ---- | -------------- | ------------------ | ------------------ | ------------------ | ------------------ | -------------------------- |
| 1    | パンジャーブ語 | 8057               | 38.78              | 5843               | 44.15              | パンジャーブ州             |
| 2    | パシュトー語   | 3790               | 18.24              | 2041               | 15.42              | カイバル・パクトゥンクワ州 |
| 3    | シンド語       | 3027               | 14.57              | 1866               | 14.10              | シンド州                   |
| 4    | サライキ語     | 2533               | 12.19              | 1394               | 10.53              | パンジャーブ州南西部       |
| 5    | ウルドゥー語   | 1471               | 07.08              | 1002               | 07.57              | パキスタン都市部           |
| 6    | バローチー語   | 0627               | 03.02              | 0472               | 03.57              | バローチスターン州         |
| 7    | その他         | 1272               | 06.12              | 0617               | 04.66              | 北部山岳地帯               |

### 婚姻
結婚時に妻は結婚前の姓をそのまま用いること(夫婦別姓)も、夫の姓に変えること(夫婦同姓)も可能。イスラム法では夫の姓に変えることを求めておらず、イスラム系住民は婚前の姓をそのまま用いることが多い。

### 宗教
イスラム教97%（国教）、ヒンドゥー教1.5%、キリスト教1.3%、ゾロアスター教0.2%など、ほかにシク教徒やアニミストも存在している。
正教古儀式派 の最大教派であるロシア正教古儀式派教会の教区が2016年から存在している。
ゾロアスター教の信者は10万人程で、地方によってはカースト制度なども残っている。

### 教育
初等教育から高等教育にかけて、全て国語であるウルドゥー語で授業を行う。但し、高等教育の入学試験は英語で行われている。イスラーム学、ウルドゥー語、英語、パキスタン学、社会、理科、数学などが主な教科で、音楽教育はなく、歴史教育もイスラーム王朝やムガル帝国についてなど断片的なものに留まる。イスラーム学に重点が置かれており、ジハードについては特に学習されるべきとしている。カレッジでは、イスラーム学、パキスタン学、経済、軍事教育が必修。
就学率は初等教育で男子が83%・女子が71%、中等教育では男子が50%・女子が40% (2016年)．10歳以上の識字率は62.3% (2017/2018)となっている。
クエイド・イ・アザム大学など、国際的に有力な大学が存在している。

## 治安
パキスタンはスリなどの窃盗被害が多く、武装強盗団による強盗や偽警官による詐欺事件が後を絶たないことが問題となっている。
また同国ではテロ事件が相次いで発生しており、その発生件数が2009年（2,586件（死者3,021人））をピークに減少傾向にあった中、2014年12月に発生したペシャワールにおける学校襲撃事件を受けたことから常に臨戦態勢が執られている。
近年は再びテロ事件が減少傾向にあるが、情勢の変化次第では危険性が大きくなることは勿論、他の犯罪事件と併せた形で被害を多重に受ける恐れがある可能性も出て来ることを留意しなければならない。

### 法執行機関

#### 警察
パキスタンの警察機関は7つ存在している。中でも国内4州（パンジャーブ州、カイバル・パクトゥンクワ州、シンド州、バローチスターン州）にはそれぞれ独自の警察組織があり、この警察組織はその地域における優先課題に合わせて設立され、独自で専門化された精鋭部隊が組織されている点が特徴である。
一例としてパンジャーブ州警察には『 精鋭警察』と呼ばれるコマンドー部隊や『ドルフィン・
フォース』（Dolphin Force）と呼ばれる街頭犯罪に特化した精鋭部隊が設立されている。

### 人権

#### 人権侵害
法律とは別に保守的な慣習が根強く存在しており、主に婚前交渉を行った女性を家族の名誉を汚したとして処刑する名誉の殺人は珍しくないとされる。2011年度は、900人を超える女性が「家族に恥をもたらした」などの理由で殺されている。「パキスタン人権委員会」の調査によると、2015年で987件の名誉の殺人が発生し、1000人以上が殺害されたという。2016年に名誉の殺人を厳罰化する新法が制定された後も、2016年10月から2017年6月までの間に少なくとも280件の名誉殺人が発生するなど、大勢の若い女性が、家族に恥をもたらしたという理由で親族に殺害されている。男性も対象となることはあるが、犠牲者は女性が圧倒的に多く、中には婚前交渉など無くとも、単に「男性を見た」という理由だけで発生する殺人もある。

## マスコミ
パキスタンのメディア界は、21世紀まで民間の活字メディアと国営のパキスタン・テレビ放送会社 (PTV) 、パキスタン放送協会 (PBC) が支配してきた。今日では、24時間放送の民間ニュースメディアやテレビ局がそれぞれ国内ネットを築いている。国境なき記者団が発表した2021年版の世界報道自由度ランキングでは、パキスタンは全180か国中157位で、特に軍や政府に対する取材でパキスタンの記者が直面している圧力が問題視された。

## 文化

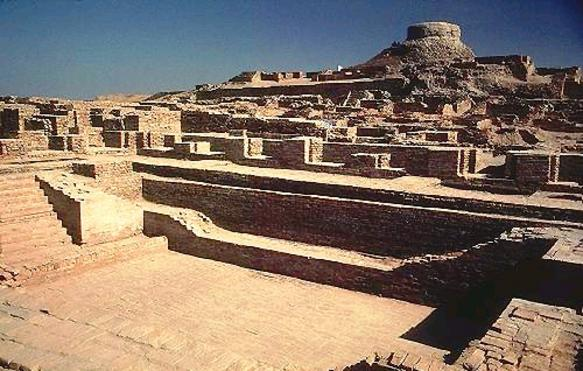
モヘンジョダロ

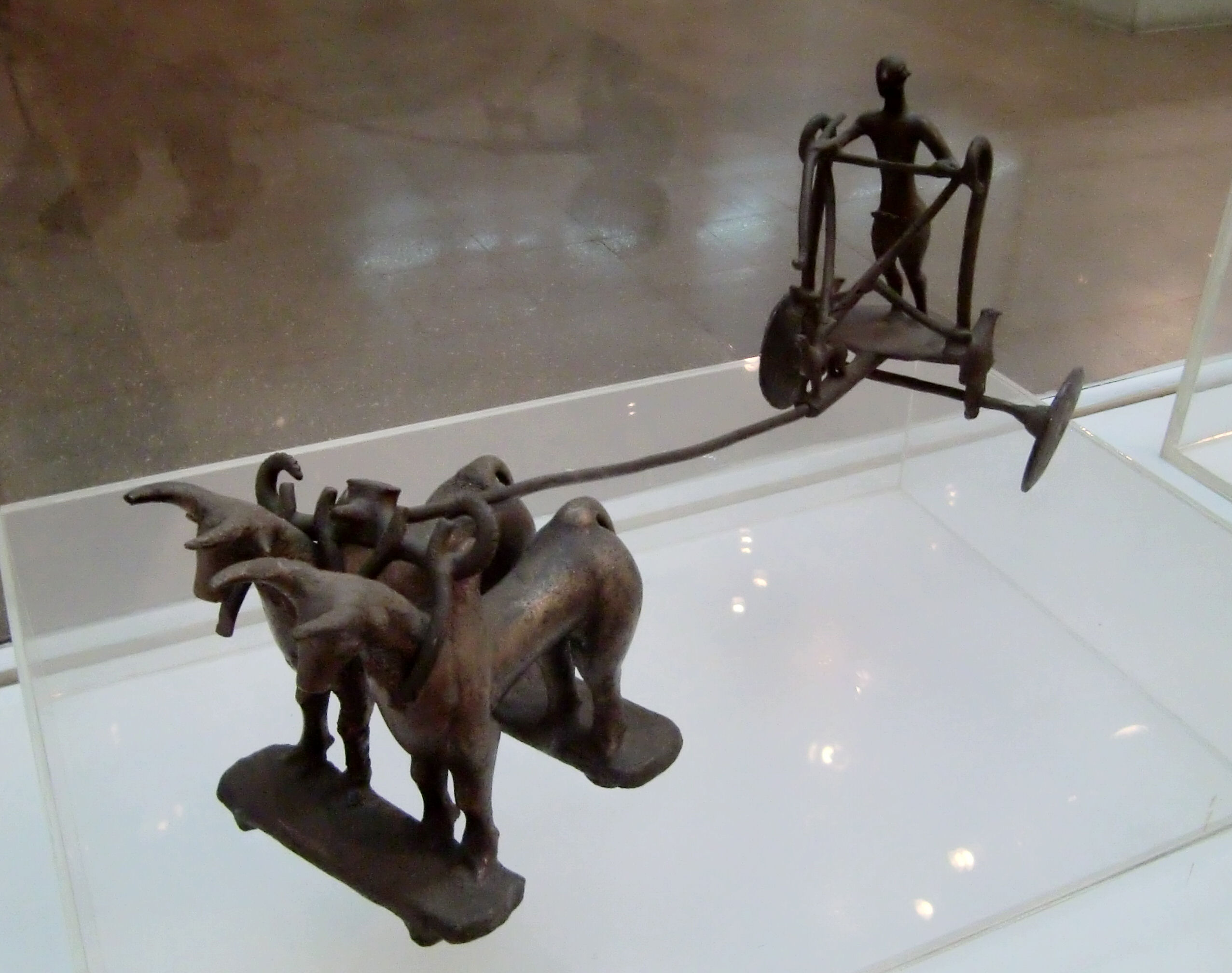
ブロンズ製のチャリオットと運転手（紀元前2000年）
ハラッパー遺跡

著名な遺跡として世界遺産になっているインダス文明のモヘンジョ・ダロ遺跡とクシャーナ朝時代に繁栄したタキシラの都市遺跡がある。ほかに標式遺跡となったハラッパー遺跡がある。

### 食文化
パキスタン国内にはアジア最初のビール醸造所として知られるマリー醸造所（マリー・ブルワリー）があり、非ムスリム向けにマリービールが製造されている。フンザ地方においては、ワインがよく飲まれている。

### 文学
パキスタンの文学にはウルドゥー語、シンド語、パンジャーブ語、パシュトー語、バローチー語、ペルシア語、英語など、さまざまな言語の作品が含まれる。パキスタン文学アカデミーは文学や詩の振興のため、国内外で活発に活動している。国立図書館も、同じく文学の普及に寄与している。パキスタンの文学はもともと歌詞や宗教的な作品、フォークロアが中心であったが、植民地時代にフィクションなども含めて多様化した。
パキスタンの国民的な詩人であるムハンマド・イクバールはウルドゥー語とペルシア語で詩作を行い、イスラーム文明の復興を唱えた。ウルドゥー文学における現代の代表的な作家には、ジョシュ・マリハバーディー、ファイズ・アハマド・ファイズ、サーダト・ハサン・マントなどがいる。シャー・アブドゥル・ラティーフやブレフ・シャーなど、人気のあるスーフィー詩人は今日も崇敬されている。ミールザー・カリック・ベグは、近代シンド語散文作品の父と称えられている。

### 音楽
古典音楽は北インドと同じヒンドゥースターニー音楽。イスラム神秘主義の宗教歌謡カッワーリーの大歌手ヌスラト・ファテー・アリー・ハーンは、パンジャーブ地方で生まれている。

### 映画
パキスタンの映画は『ロリウッド』と呼ばれることでも有名である。「ロリウッド」という単語は「ラホール」と「ハリウッド」の鞄語で、元々はグラマー誌のゴシップコラムニストであるサリーム・ナシル（Saleem Nasir）によって1989年に考案された言葉だが、通常は南アジア映画において他の映画産業と比較する目的での用語として使用されている。

### 服飾・衣装

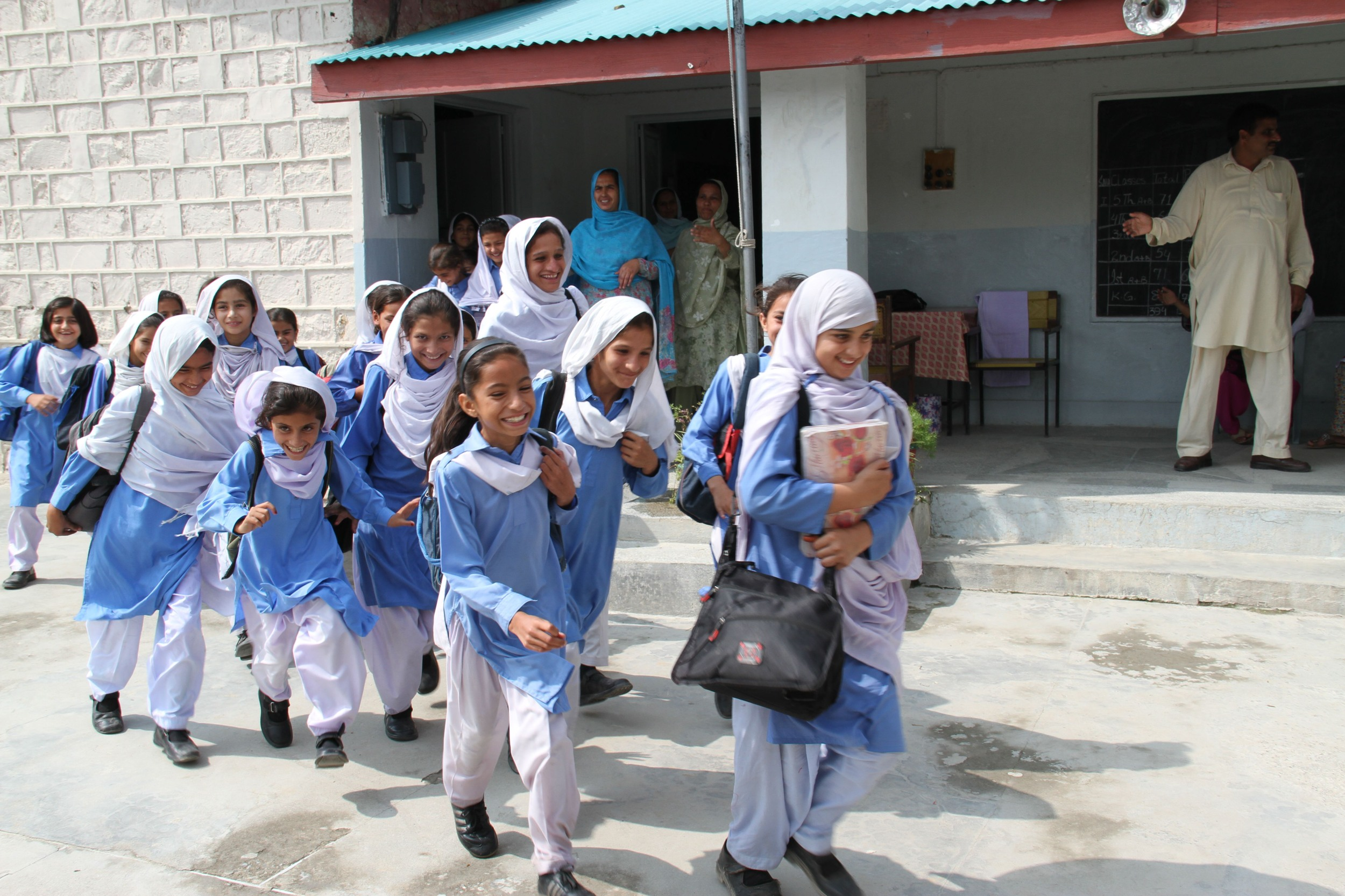
カイバル・パクトゥンクワ州アボタバードに在る学校へ通学する女子生徒たち。
裾に折り返しのあるサルワールと、首飾りのような装飾の入ったカミーズを着用している。

伝統衣装にはサルワール・カミーズと呼ばれる上下一対の被服が知られている。

### 建築

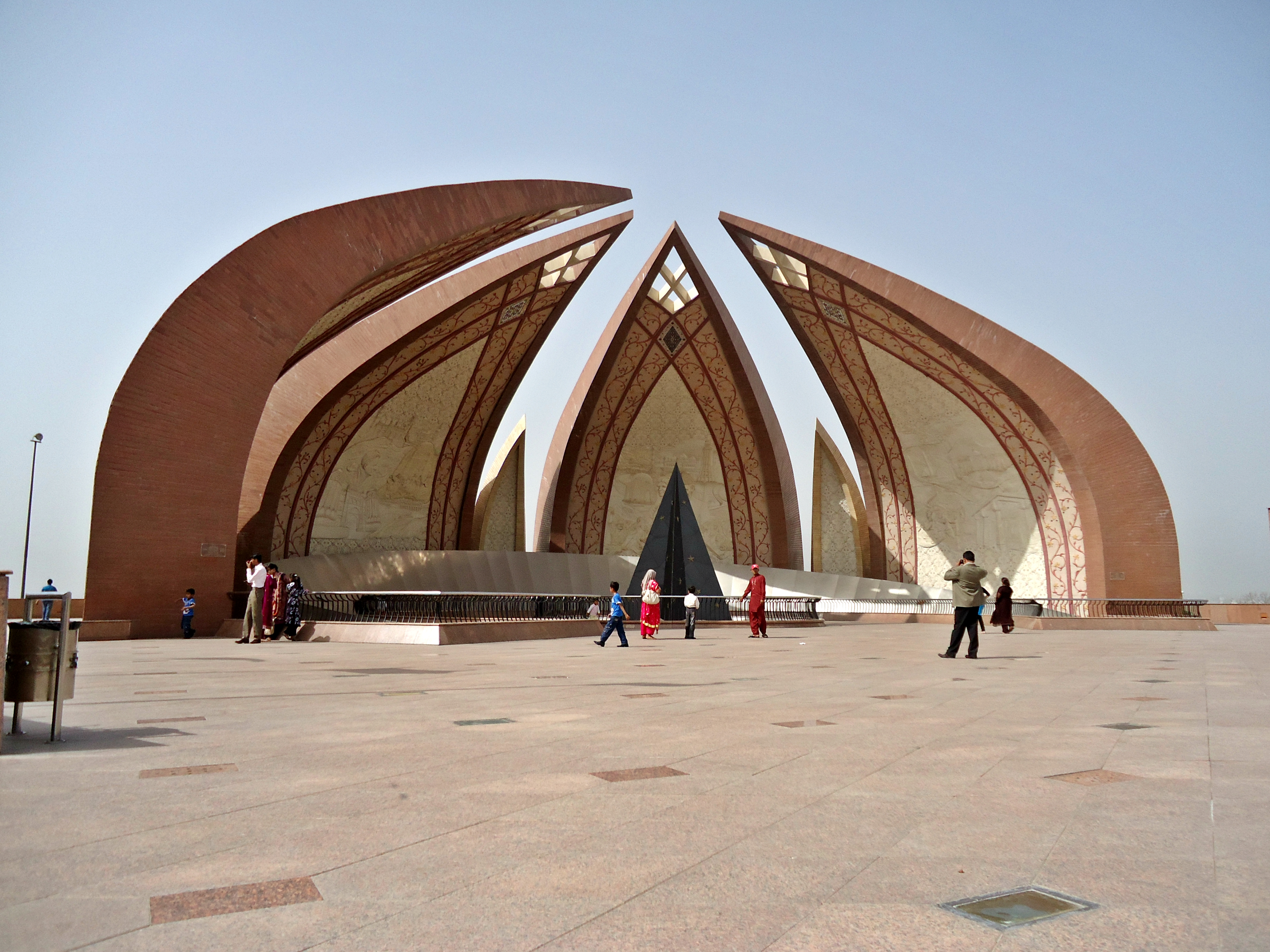
パキスタン国家記念碑

パキスタンの建築は、インド亜大陸の建築文化と絡み合って構成されたもので占められている。独立後のパキスタンにおける建築は、歴史的なイスラム様式建築と様々な現代様式建築が融合したものとなっている点が特徴である。
また、国民の大半がムスリムであることからイスラム教の建築物の代表であるモスクも多数存在する。

### 世界遺産
パキスタン国内には、ユネスコの世界遺産リストに登録された文化遺産が6件存在する。

### 祝祭日
| 日付                                             | 日本語表記                                 | 現地語表記           | 備考                                                                  |
| ------------------------------------------------ | ------------------------------------------ | -------------------- | --------------------------------------------------------------------- |
| 3月23日                                          | 共和国記念日                               | یوم پاکستان          | 1940年3月23日、ムスリム連盟ラホール大会でのパキスタン決議を記念       |
| 5月1日                                           | メーデー                                   | یوم کاریگر           |                                                                       |
| 8月14日                                          | 独立記念日                                 | یوم استقلال          | 1947年8月14日、パキスタンの英国からの独立を記念                       |
| 9月6日                                           | 国防記念日                                 | یوم دفاع             | 1965年9月6日、第二次印パ戦争開戦                                      |
| 9月11日                                          | ムハンマド・アリー・ジンナーの命日         | یوم وفات قائداعظم    | 1948年9月11日死去                                                     |
| 11月9日                                          | 詩人・哲学者ムハンマド・イクバールの誕生日 | یوم ولادت محمد اقبال | 1877年11月9日誕生、1930年に初めてインドにおけるイスラム国家樹立を主張 |
| 12月25日                                         | クリスマス、建国の父ジンナーの誕生日       | عيد الميلاد المسيح   | 1876年12月25日誕生                                                    |
| 以下はヒジュラ暦（イスラムの太陰暦）に従う祝祭日 |                                            |                      |                                                                       |
| ムハッラム10日                                   | アーシューラー                             | عاشوراء              | イマーム・フサインの殉教                                              |
| ラビーウ＝ル＝アウワル12日                       | イーデ・ミラードゥンナビー                 | عيد ميلاد النبي      | 預言者ムハンマドの生誕祭                                              |
| ラマダーン21日                                   | イマーム・アリーの殉教                     | شهادت حضرت علی       |                                                                       |
| ラマダーンの最後の金曜日                         |                                            | جمعة الودع           |                                                                       |
| ラマダーン最終十夜                               | 天命の夜                                   | ليلةِ القَدر           |                                                                       |
| シャウワール1日                                  | イード・アル＝フィトル                     | عيد الفطر            | 断食明けの祭り                                                        |
| ズー＝ル＝ヒッジャ10日                           | イード・アル＝アドハー                     | عيد الأضحى           | 息子を進んで犠牲にしようとしたイブラーヒーム（アブラハム）を記念      |

### スポーツ
クリケット

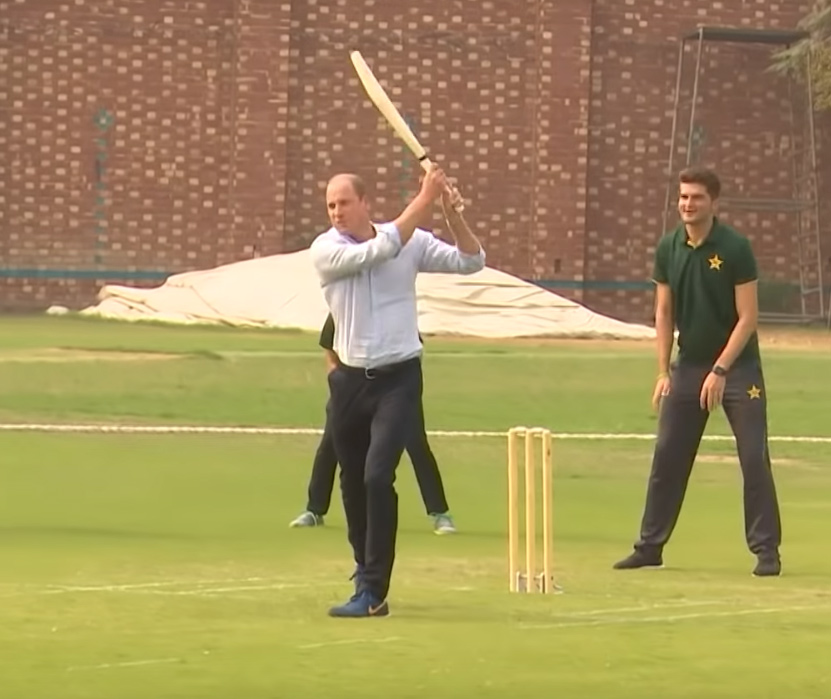
パキスタン代表選手らとクリケットをするイギリス王室のウィリアム王子（2019年、ラホールにて）

パキスタンではクリケットが最も人気のスポーツである。1947年の独立から5年後の1952年、パキスタンは国際クリケット評議会の正会員となり、テスト・クリケットを行う権利を得た。パキスタンの最初のテストマッチは、1955年のデリーで行われたインド戦である。クリケットパキスタン代表は、1992年に行われたクリケット・ワールドカップで初優勝し、2009年にはICC T20ワールドカップで初優勝した。2017年にはICCチャンピオンズトロフィーを獲得した。特にライバルであるインド代表との一戦は大変な盛り上がりとなる。イムラン・カーンやワシム・アクラムは歴代のパキスタンを代表する選手であり、世界のクリケットの歴史においても有数の選手とされる。なお、カーンは第23代パキスタンの首相を務めた。2016年にはトゥエンティ20方式のプロリーグであるパキスタン・スーパーリーグが開幕した。
サッカー
サッカーもパキスタンでは人気のスポーツとなっており、2004年にプロサッカーリーグの「パキスタン・プレミアリーグ」が創設された。しかしクラブチームは少なく、大半は公的機関や企業のチームである。このため、実質的にはセミプロ的体裁とも言える。パキスタンサッカー連盟（PFF）によって構成されるサッカーパキスタン代表は、FIFAワールドカップおよびAFCアジアカップには未出場である。代表選手にはカリーム・ウラーがおり、2015年にUSLチャンピオンシップ（USLC）のサクラメント・リパブリックに移籍した。これによりウラーは、アメリカ合衆国のプロサッカークラブと契約した最初のパキスタン人選手となった。
ホッケー
パキスタンでは、クリケットやサッカーに次いでホッケーが盛んである。ホッケーパキスタン代表はアジア屈指の強豪国として知られており、過去には1960年ローマオリンピック、1968年メキシコシティーオリンピック、1984年ロサンゼルスオリンピックと、3度オリンピックで金メダルを獲得している。